# Westhoffen
Westhoffen (prononcé [vɛstɔfən] ; Westhofe en alsacien) est une commune française située dans la circonscription administrative du Bas-Rhin et, depuis le 1er janvier 2021, dans le territoire de la Collectivité européenne d'Alsace, en région Grand Est.
Cette commune se trouve dans la région historique et culturelle d'Alsace.
Westhoffen est connue pour sa production de cerises qui servent à fabriquer l'eau de vie de cerise ou Kirsch.

## Géographie

### Localisation
La commune est à 2,2 km de Traenheim, 2,8 de Balbronn, 2,9 de Wangen et 23,2 de Lingolsheim.
Westhoffen se situe sur la Route des vins d'Alsace.

### Géologie et relief
Hydrogéologie et climatologie : Système d’information pour la gestion de l’Aquifère rhénan, par le BRGM :
Territoire communal : Occupation du sol (Corinne Land Cover); Cours d'eau (BD Carthage),
Géologie : Carte géologique; Coupes géologiques et techniques,
 Hydrogéologie : Masses d'eau souterraine; BD Lisa; Cartes piézométriques.

### Sismicité
Commune située dans une zone 3 de sismicité modérée.

### Hydrographie
La commune est dans le bassin versant du Rhin au sein du bassin Rhin-Meuse. Elle est drainée par le ruisseau le Kobach, le ruisseau le Diebach et le ruisseau le Ziegenthalbach,,.

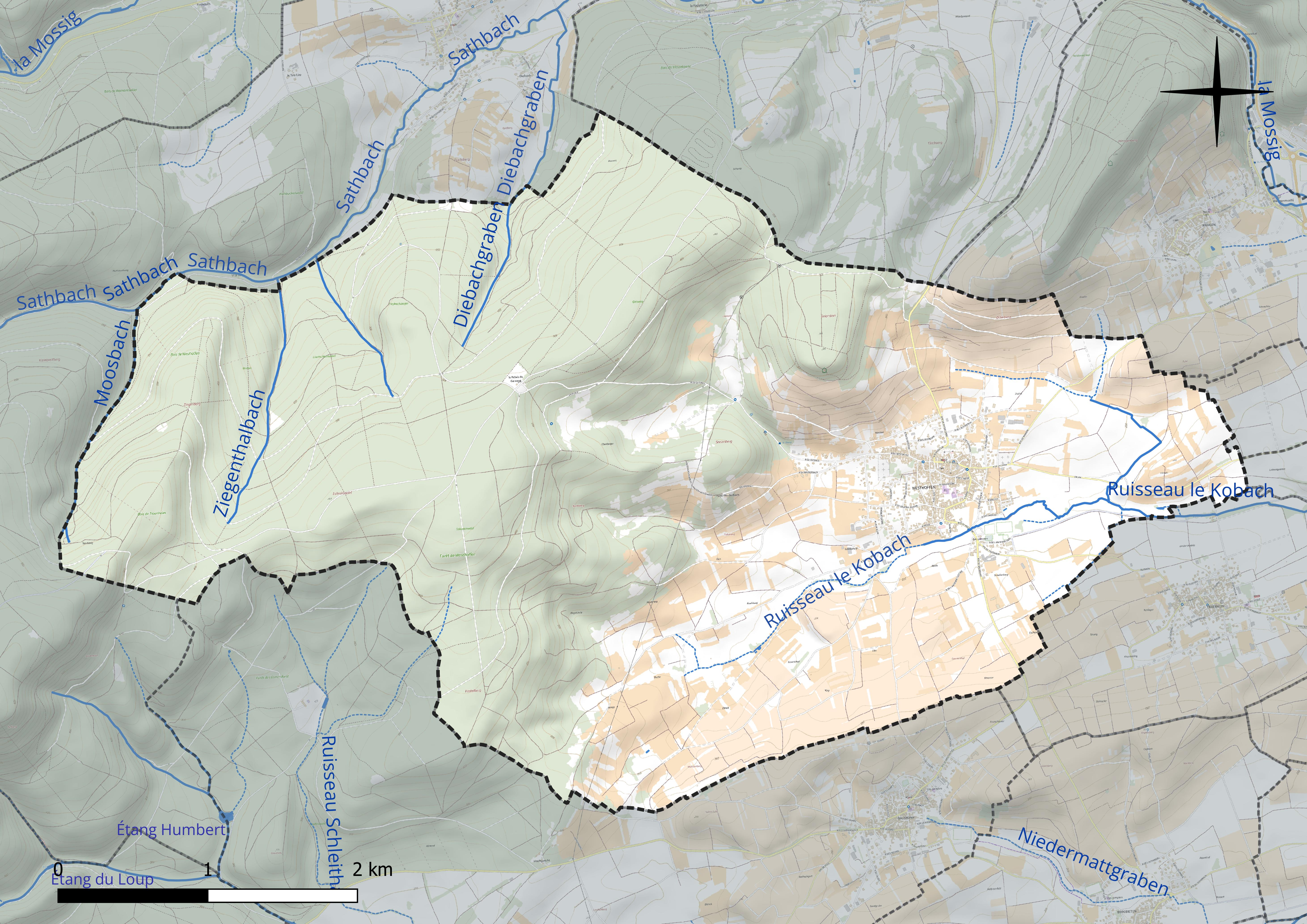
Réseau hydrographique de Westhoffen.

### Climat
Pour des articles plus généraux, voir Climat du Grand Est et Climat du Bas-Rhin.
En 2010, le climat de la commune est de type climat des marges montargnardes, selon une étude du Centre national de la recherche scientifique s'appuyant sur une série de données couvrant la période 1971-2000. En 2020, Météo-France publie une typologie des climats de la France métropolitaine dans laquelle la commune est exposée à un climat semi-continental et est dans la région climatique Vosges, caractérisée par une pluviométrie très élevée (1 500 à 2 000 mm/an) en toutes saisons et un hiver rude (moins de 1 °C).
Pour la période 1971-2000, la température annuelle moyenne est de 10,2 °C, avec une amplitude thermique annuelle de 17,4 °C. Le cumul annuel moyen de précipitations est de 786 mm, avec 9,7 jours de précipitations en janvier et 10,2 jours en juillet. Pour la période 1991-2020, la température moyenne annuelle observée sur la station météorologique de Météo-France la plus proche, « Wangenbourg_sapc », sur la commune de Wangenbourg-Engenthal à 10 km à vol d'oiseau, est de 9,9 °C et le cumul annuel moyen de précipitations est de 1 131,8 mm. 
La température maximale relevée sur cette station est de 36,4 °C, atteinte le 25 juillet 2019 ; la température minimale est de −16,9 °C, atteinte le 7 février 2012,,.
Les paramètres climatiques de la commune ont été estimés pour le milieu du siècle (2041-2070) selon différents scénarios d'émission de gaz à effet de serre à partir des nouvelles projections climatiques de référence DRIAS-2020. Ils sont consultables sur un site dédié publié par Météo-France en novembre 2022.

### Voies de communications et transports

#### Voies routières
La ville se situe sur la D 75, la D 142 et la D 220. Entre 1903 et 1956, Westhoffen est le terminus d'une ligne interurbaine du tramway de Strasbourg.
- A35, aussi appelée autoroute des cigognes ou l'Alsacienne : Échangeurs Innenheim, Entzheim, Krautergersheim.
- A350 : A35 Basel.
- A351 : N4 (Wasselonne - Saverne) Échangeur Oberhausbergen - Wolfisheim.
- A352 : Échangeurs Molsheim - Obernai, A35 - A355 (GCO).
- A4 : Échangeurs Saverne, Bischheim, Hoenheim.

#### Transports en commun
- Transports en Alsace.
- Fluo Grand Est.

Westhoffen est accessible par autocar via la ligne 233 du réseau 67.

##### SNCF

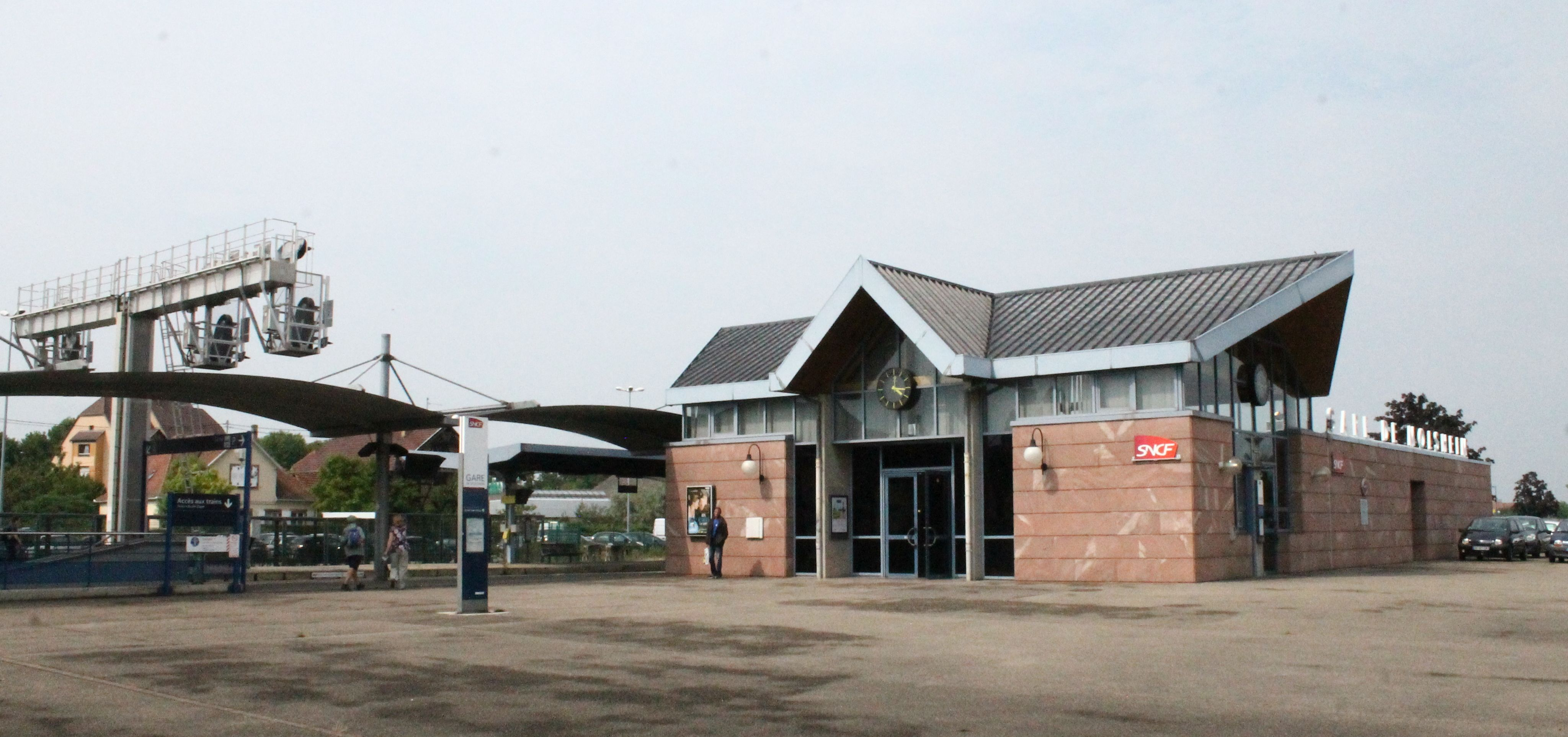
Gare de Molsheim.

- Gare de Gresswiller.
- Gare de Mutzig.
- Gare de Molsheim.
- Gare de Dorlisheim.
- Gare de Dachstein.

### Intercommunalité
Commune membre de la Communauté de communes de la Mossig et du Vignoble.

## Urbanisme

### Typologie
Au 1er janvier 2024, Westhoffen est catégorisée bourg rural, selon la nouvelle grille communale de densité à sept niveaux définie par l'Insee en 2022.
Elle est située hors unité urbaine. Par ailleurs la commune fait partie de l'aire d'attraction de Strasbourg (partie française), dont elle est une commune de la couronne,. Cette aire, qui regroupe 268 communes, est catégorisée dans les aires de 700 000 habitants ou plus (hors Paris),.

### Occupation des sols
L'occupation des sols de la commune, telle qu'elle ressort de la base de données européenne d’occupation biophysique des sols Corine Land Cover (CLC), est marquée par l'importance des forêts et milieux semi-naturels (58,9 % en 2018), une proportion sensiblement équivalente à celle de 1990 (59 %).
La répartition détaillée en 2018 est la suivante : 
forêts (58,9 %), cultures permanentes (27,4 %), terres arables (5,3 %), zones agricoles hétérogènes (4,9 %), zones urbanisées (3,4 %), prairies (0,2 %). L'évolution de l’occupation des sols de la commune et de ses infrastructures peut être observée sur les différentes représentations cartographiques du territoire : la carte de Cassini (XVIIIe siècle), la carte d'état-major (1820-1866) et les cartes ou photos aériennes de l'IGN pour la période actuelle (1950 à aujourd'hui).

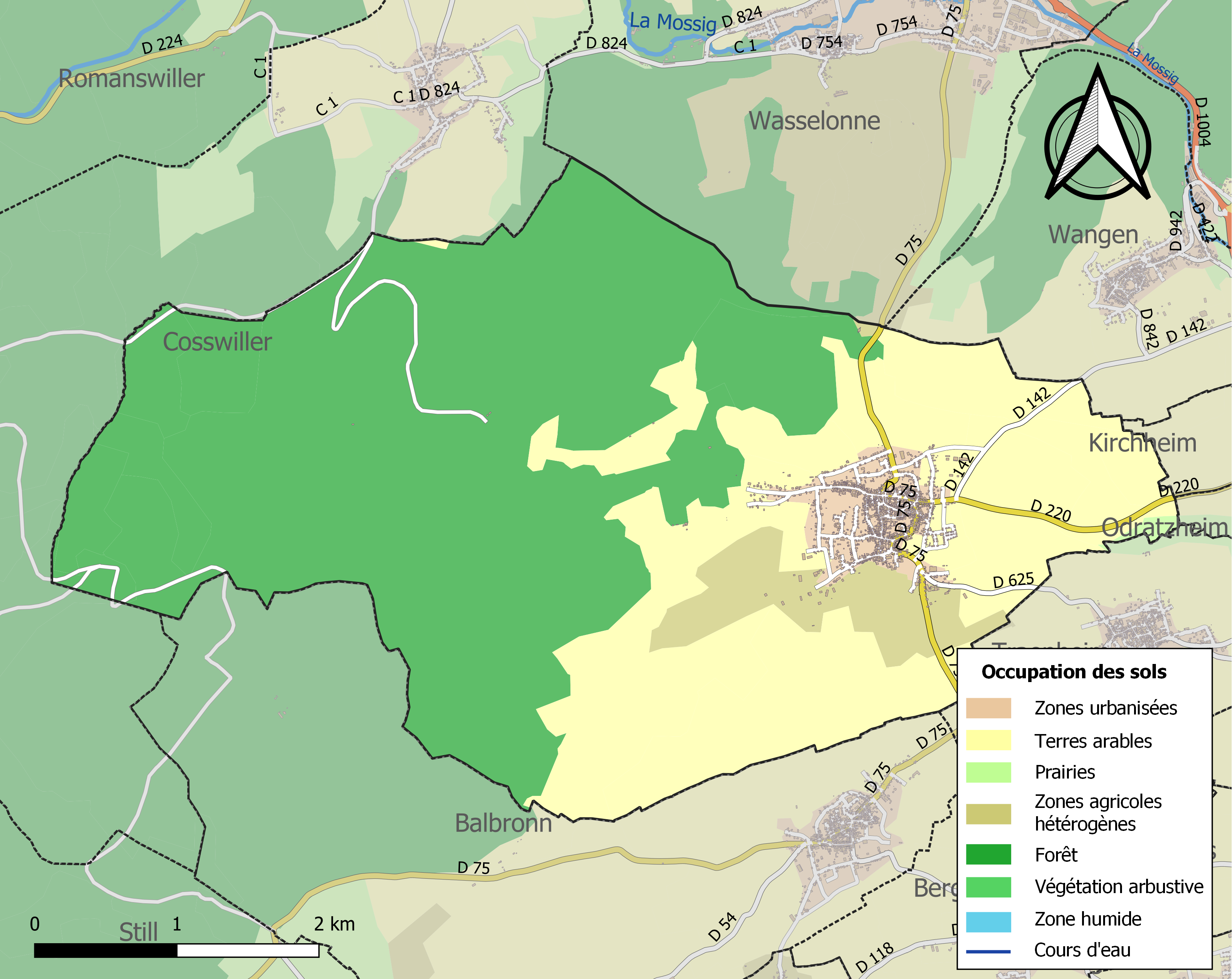
Carte des infrastructures et de l'occupation des sols de la commune en 2018 (CLC).

## Histoire

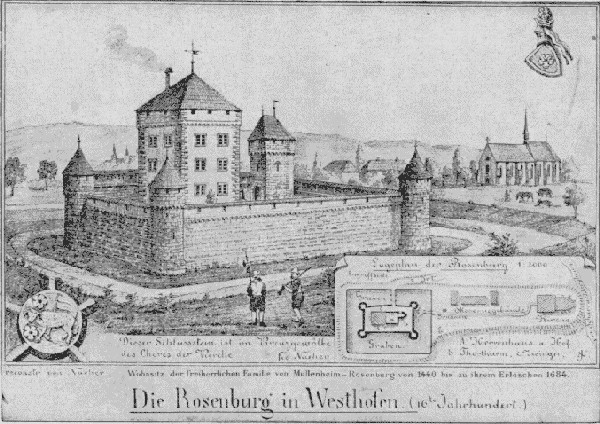
Rosenburg.

Le nom de Westhoffen est mentionné pour la première fois en 732. À cette époque, le site se composait de « la ferme ouest » (West) d'une ancienne villa romaine située à Kircheim, villa dans laquelle l'usage situe un palais royal mérovingien, et plus au sud, le long du Kohbach, d'une autre ferme appartenant à l'abbaye de Marmoutier. Les textes mentionnent que ces fermes fournissaient essentiellement en vin leurs propriétaires respectifs, notamment l'abbaye de Wissembourg et celle de Marmoutier. De cette époque il nous reste la Rosenbourg (XIe siècle), un donjon fortifié de la possession de Marmoutier transformé au XIXe siècle en habitat rural, et quelques vestiges de l'église Saint-Erhard (XIIe siècle) dont le chevet roman est encastré dans le mur d'enceinte,.
À partir de 1236, Westhoffen appartient au Saint Empire, et en 1302, la localité est donnée en gage à la famille de Lichtenberg, qui avec leurs successeurs les Hanau-Lichtenberg resteront les seigneurs des lieux jusqu'à la Révolution française. Le blason de Westhoffen est ainsi directement inspiré du sceau des Lichtenberg : un heaume au cimier en col de cygne. À cette époque (1250) débute la construction de l'église Saint-Martin, une des rares églises-halles de l'époque gothique, qui fut profondément remaniée et agrandie au XIXe siècle, lui donnant ainsi une allure extérieure néo-gothique alors en vogue.
Lorsqu'en 1332, Westhoffen fut élevée au rang de ville d'empire, on édifia l'enceinte fortifiée qui enserre encore de nos jours la totalité du centre ancien ou Staedtel ; et dont les portes ont malheureusement disparu. En 1544, les seigneurs de Hanau-Lichtenberg optent pour le culte protestant (luthérien) sur l'ensemble de leurs possessions et Westhoffen passe à ce culte dès 1545. De la fin du XVe siècle jusqu'en 1637, la population de Westhoffen qui comptait déjà près de 1 200 habitants, est décimée par la peste. Pour le repeuplement, des immigrants arrivent principalement de la Suisse.

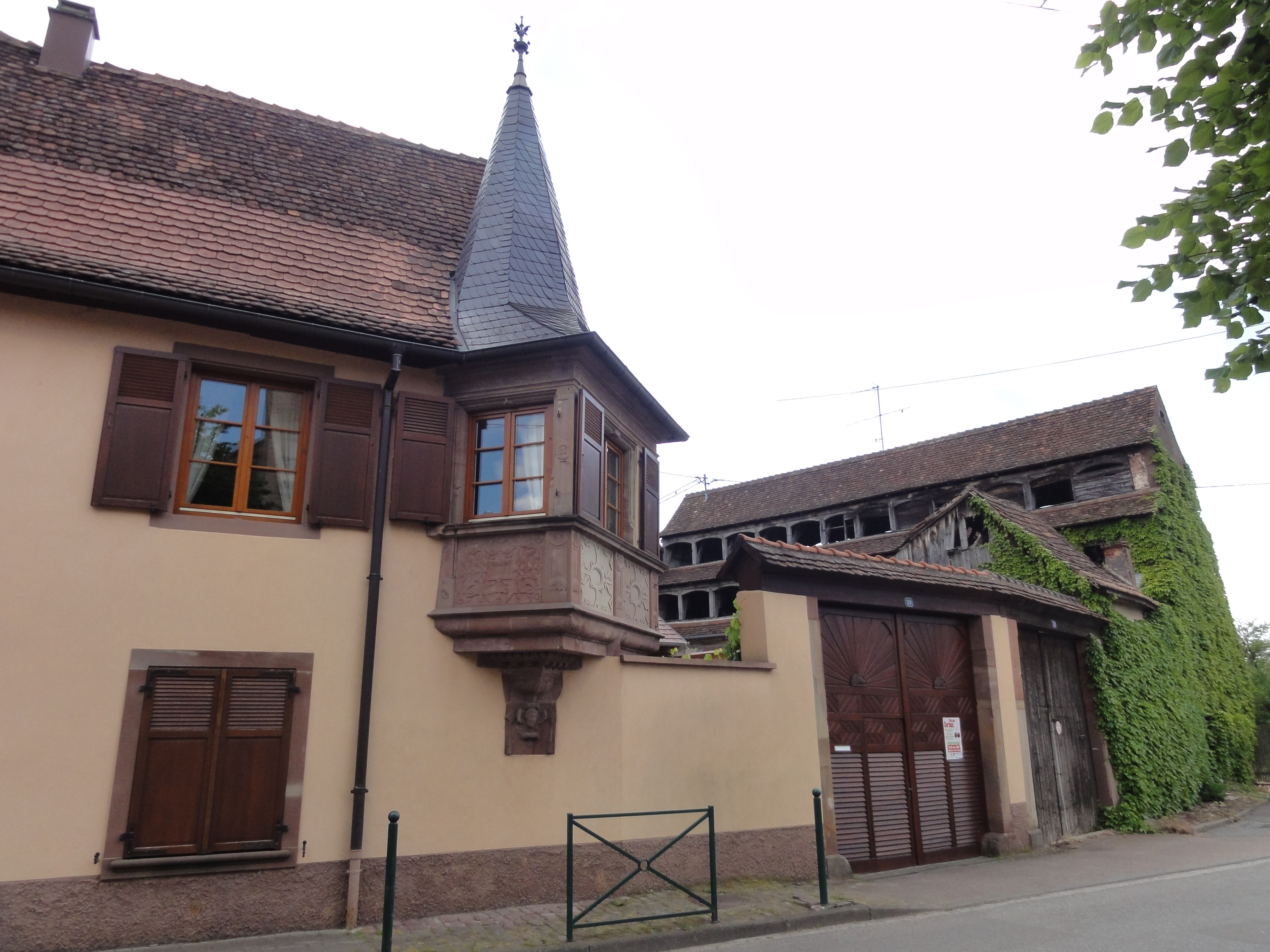
Tannerie Bury, 29 rue Birris/ Burysgass.

### Tannerie Bury
Vers 1650, le tanneur Jean (Johann) Bury (1602 - 1665) de Lixheim fonde au 31 rue Birris (Burysgass) sa première tannerie à Westhoffen. Il était un oncle de l'aubergiste David Bury à Wasselonne, père du tanneur strasbourgeois Benjamin Bury, 12 rue des Dentelles (ancien Spitzegass no 4 et 5), fondateur de la première papeterie à Wasselonne (plus tard Papeterie Pasquay).
Le fils de Jean Bury, Jean-Jacques Bury (* v. 1650 - 1704) fit construire vers 1680 la Maison au 29, rue Birris à Westhoffen en grès de style Renaissance flanquée d'une remarquable baie vitrée, au rue, qui porte aujourd'hui son nom : Burysgass.
Le peintre Friedrich Bury dessiné des images de ses proches en 1799, dont son père Jean Jacques Bury, orfèvre de Strasbourg, plus tard Hanau. On retrouve à travers le centre ancien de nombreuses autres constructions et éléments architecturaux d'époque (fin XVIe siècle, milieu XVIIe siècle), notamment des portails en arc de cercle, certains richement décorés.
À partir de la seconde moitié du XVIIIe siècle, les constructions adoptent un style plus imposant, suivant ainsi l'évolution de l'agriculture et de la viticulture. On peut admirer la maison no 6 rue de la Liberté, et le Rhebof, berceau familial du général Scherb, officier d'Empire sous Napoléon Ier.

### Juifs à Westhoffen

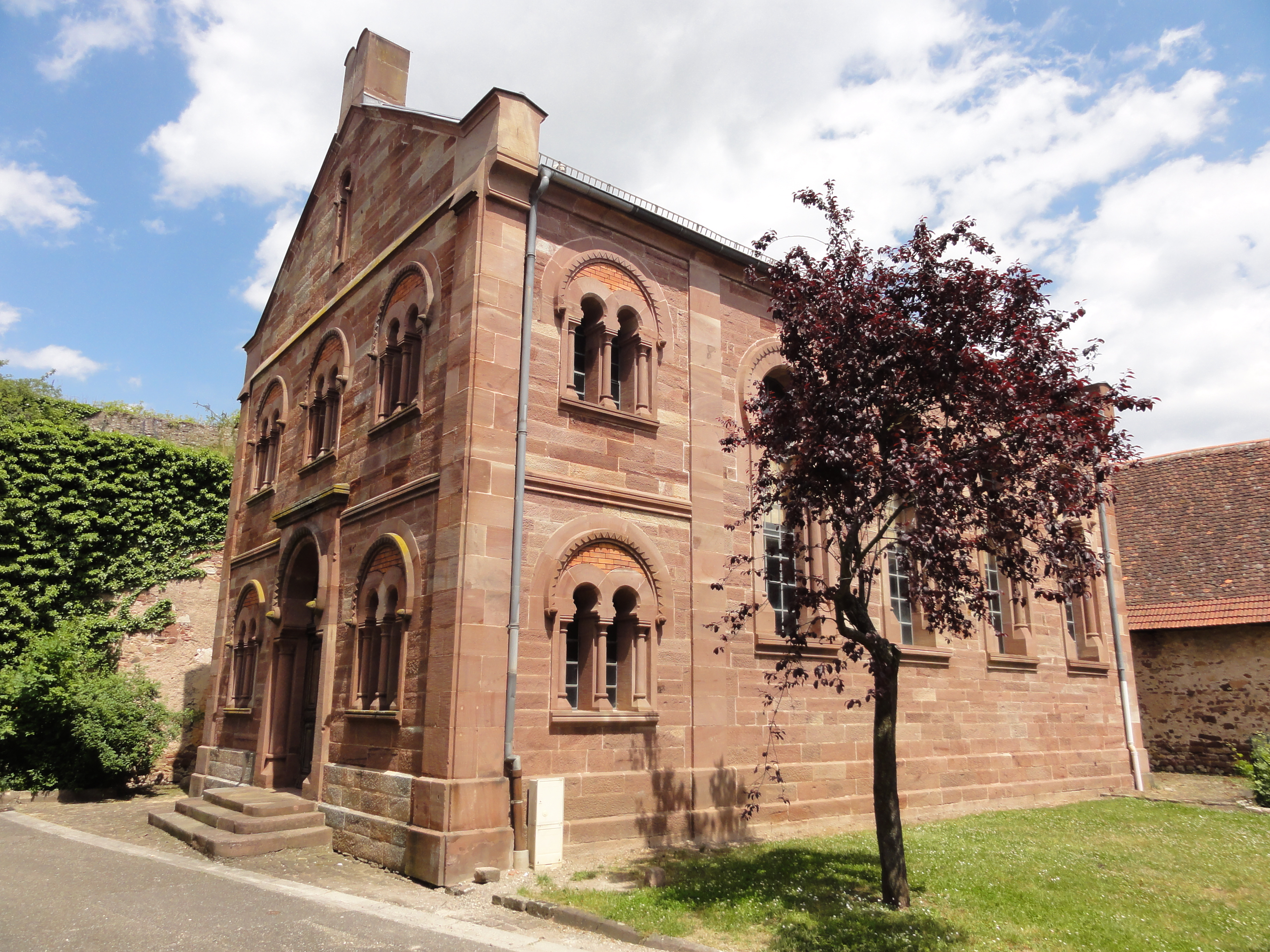
Synagogue (1867-1868)
place de la Synagogue.

L'esprit de tolérance des seigneurs de Hanau-Lichtenberg permit à Westhoffen de compter parmi les siens, l'une des plus importantes et des plus anciennes communautés juives d'Alsace, qui s'est largement dispersée à partir du XIXe siècle pour ne plus compter que quelques personnes de nos jours. De cette communauté sont issus quelques personnages et familles illustres, notamment Léon Blum et les familles du grand-rabbin Simon Debré, du grand-rabbin de France Isaïe Schwartz et du grand-rabbin Ernest Gugenheim, père du grand-rabbin de Paris, Michel Gugenheim. Il nous reste de cette communauté une synagogue néo-orientale du XIXe siècle, restaurée depuis peu[Quand ?], et un ancien cimetière.

### Héraldique
| Blason de Westhoffen | Blason  | De gueules aux trois cotices d'argent, au heaume taré de profil, sommé d'un col de cygne, le tout du même brochant. |
| Blason de Westhoffen | Détails | |

## Politique et administration
| Période                                  | Période                   | Identité                                     | Étiquette | Qualité |
| ---------------------------------------- | ------------------------- | -------------------------------------------- | --------- | ------- |
| Les données manquantes sont à compléter. |                           |                                              |           |         |
| avant 1981                               | ?                         | Frédéric Sitz                                |           |         |
| mars 2001                                | En cours (au 31 mai 2020) | Pierre Geist, Réélu pour le mandat 2020-2026 | DVD       |         |

### Budget et fiscalité 2021
En 2021, le budget de la commune était constitué ainsi :
- total des produits de fonctionnement : 1 290 000 €, soit 773 € par habitant ;
- total des charges de fonctionnement : 1 029 000 €, soit 616 € par habitant ;
- total des ressources d'investissement : 757 000 €, soit 454 € par habitant ;
- total des emplois d'investissement : 489 000 €, soit 293 € par habitant ;
- endettement : 1 048 000 €, soit 627 € par habitant.

Avec les taux de fiscalité suivants :
- taxe d'habitation : 13,94 % ;
- taxe foncière sur les propriétés bâties : 25,38 % ;
- taxe foncière sur les propriétés non bâties : 35,58 % ;
- taxe additionnelle à la taxe foncière sur les propriétés non bâties : 0,00 % ;
- cotisation foncière des entreprises : 0,00 %.

Chiffres clés Revenus et pauvreté des ménages en 2020 : médiane en 2020 du revenu disponible, par unité de consommation : 25 070 €.

## Économie

### Entreprises et commerces

#### Agriculture
- Culture de la vigne.
- Culture de céréales, de légumineuses et de graines oléagineuses.
- Culture de fruits à pépins et à noyau.
- Élevage d'autres bovins et de buffles.
- Élevage d'autres animaux.

#### Tourisme
- Hébergements et restauration à Wasselonne, Traenheim, Wangen, Bergbieten, Odratzheim.

#### Commerces
- Commerces et services de proximité.

## Population et société

### Démographie

#### Pyramide des âges
L'évolution du nombre d'habitants est connue à travers les recensements de la population effectués dans la commune depuis 1793. Pour les communes de moins de 10 000 habitants, une enquête de recensement portant sur toute la population est réalisée tous les cinq ans, les populations de référence des années intermédiaires étant quant à elles estimées par interpolation ou extrapolation. Pour la commune, le premier recensement exhaustif entrant dans le cadre du nouveau dispositif a été réalisé en 2004.

En 2022, la commune comptait 1 703 habitants, en évolution de +2,65 % par rapport à 2016 (Bas-Rhin : +3,17 %, France hors Mayotte : +2,11 %).
| 1793  | 1800  | 1806  | 1821  | 1831  | 1836  | 1841  | 1846  | 1851  |
| ----- | ----- | ----- | ----- | ----- | ----- | ----- | ----- | ----- |
| 2 185 | 2 210 | 2 208 | 2 238 | 2 363 | 2 442 | 2 035 | 2 104 | 2 054 |

| 1856  | 1861  | 1866  | 1871  | 1875  | 1880  | 1885  | 1890  | 1895  |
| ----- | ----- | ----- | ----- | ----- | ----- | ----- | ----- | ----- |
| 1 877 | 1 936 | 1 897 | 1 877 | 1 808 | 1 913 | 1 863 | 1 840 | 1 793 |

| 1900  | 1905  | 1910  | 1921  | 1926  | 1931  | 1936  | 1946  | 1954  |
| ----- | ----- | ----- | ----- | ----- | ----- | ----- | ----- | ----- |
| 1 715 | 1 715 | 1 682 | 1 601 | 1 441 | 1 423 | 1 427 | 1 500 | 1 414 |

| 1962  | 1968  | 1975  | 1982  | 1990  | 1999  | 2004  | 2006  | 2009  |
| ----- | ----- | ----- | ----- | ----- | ----- | ----- | ----- | ----- |
| 1 322 | 1 348 | 1 386 | 1 416 | 1 460 | 1 590 | 1 636 | 1 605 | 1 620 |

| 2014  | 2019  | 2022  | - | - | - | - | - | - |
| ----- | ----- | ----- | - | - | - | - | - | - |
| 1 672 | 1 636 | 1 703 | - | - | - | - | - | - |

### Enseignement
Établissements d'enseignements :
- Écoles maternelles et primaires.
- Collèges à Wasselonne, Marlenheim, Mutzig, Molsheim, Marmoutier.
- Lycées à Molsheim, Urmatt.

### Santé
Professionnels et établissements de santé :
- Médecins à Westhoffen, Bergbieten, Wasselonne, Marlenheim.
- Pharmacies à Westhoffen, Wasselonne, Soultz-les-Bains, Marlenheim.
- Hôpitaux à Mutzig, Molsheim, Reutenbourg, Rosheim.

### Cultes
- Culte protestant[39].
- Culte catholique, Communauté de Paroisses Steinacker[40],[41], Diocèse de Strasbourg.

## Lieux et monuments

### Patrimoine religieux
- Église protestante Saint-Martin[42].

Orgue église protestante Saint-Martin,,,.
- Église paroissiale Saint-Erhard dite Oberkirche[47].
- Église catholique Saint-Martin[48].
- Cimetière catholique et protestant[49].
- Synagogue[50],[51],[52] et le cimetière juif[53]. Cent sept sépultures y sont profanées début décembre 2019[54].
- Croix de cimetière[55].

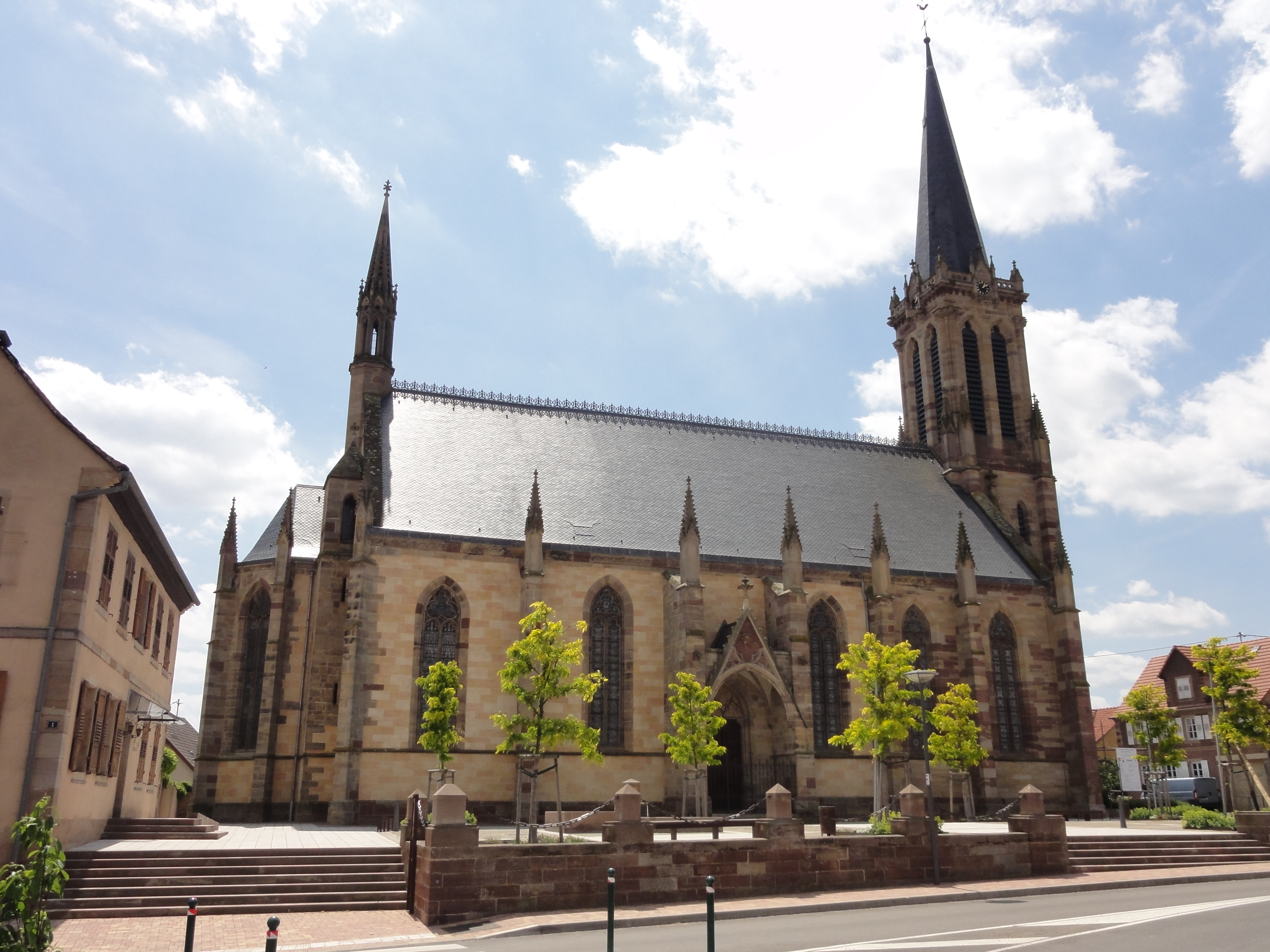
Église protestante Saint-Martin.
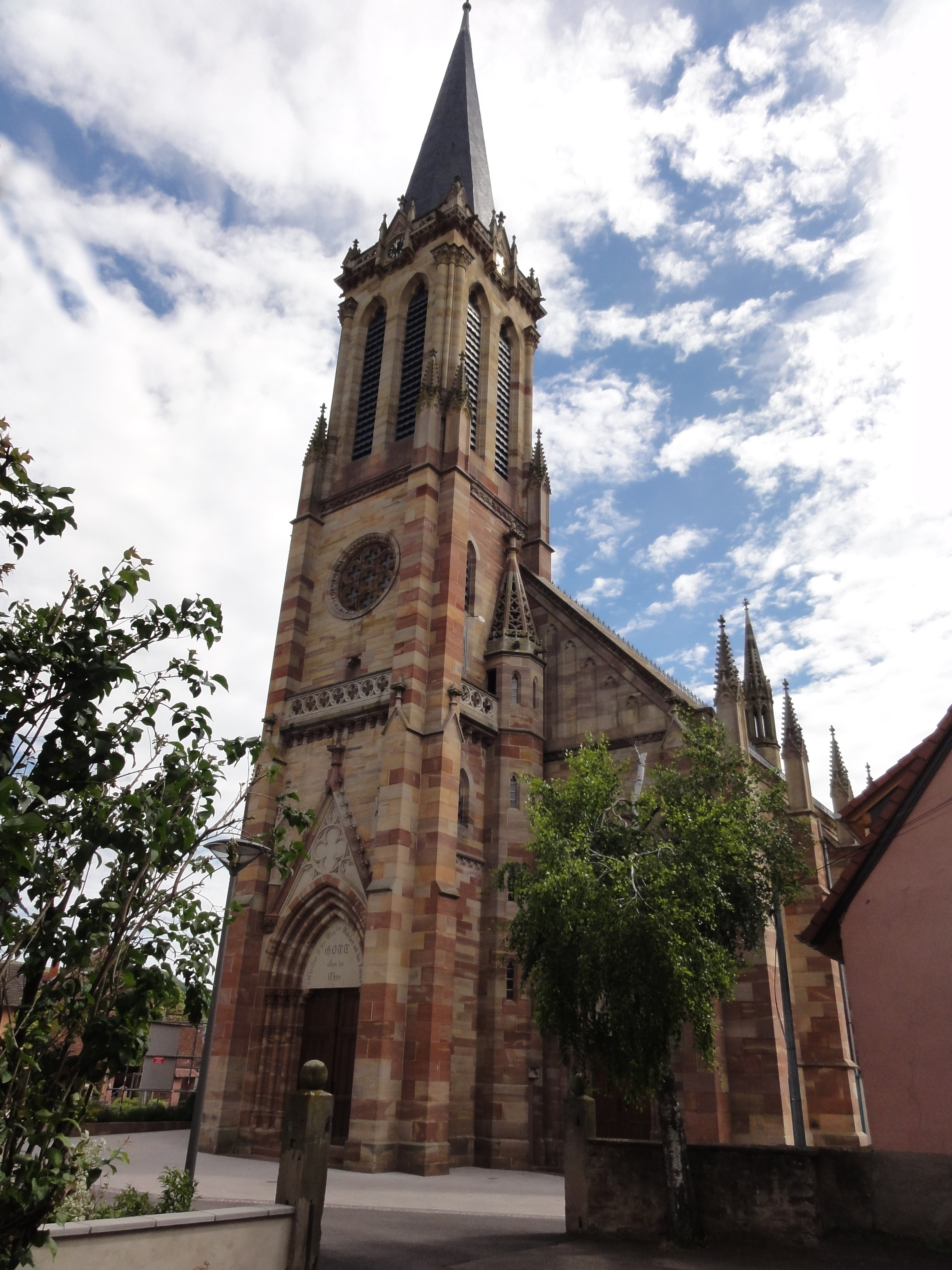
Église protestante Saint-Martin.
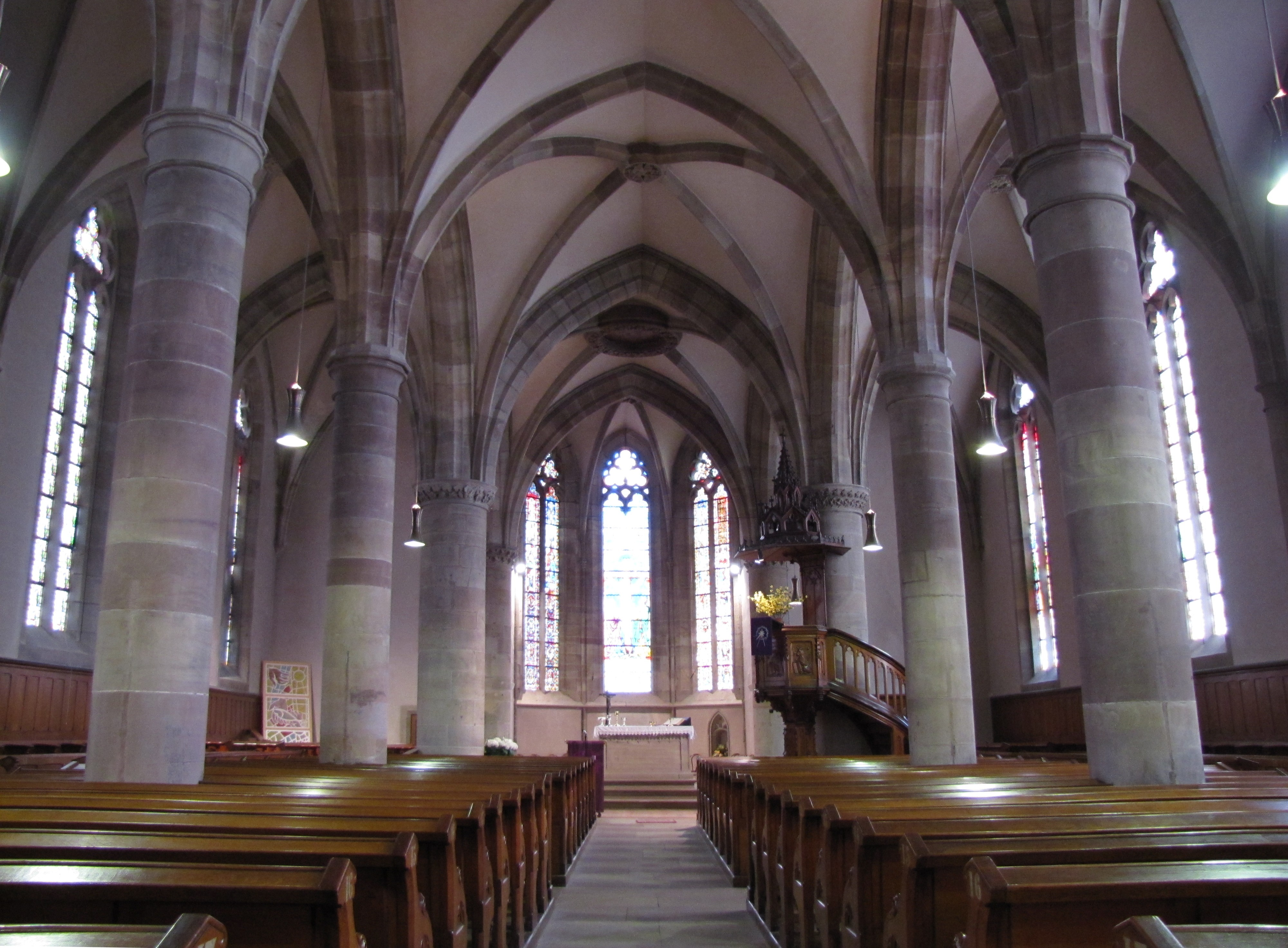
Vue intérieure de la nef vers le chœur.
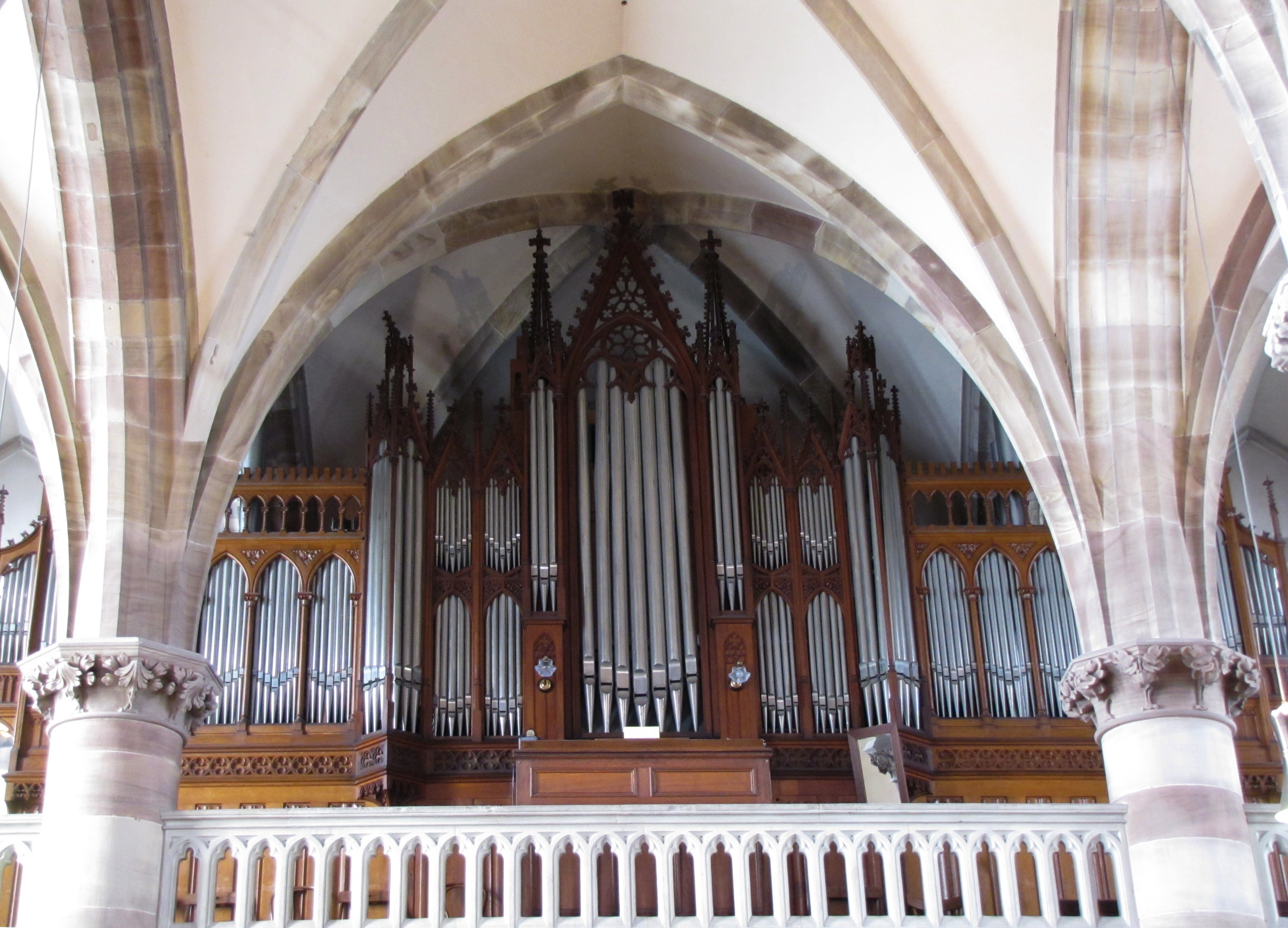
Orgue Dalstein-Haerpfer (1874-1912).
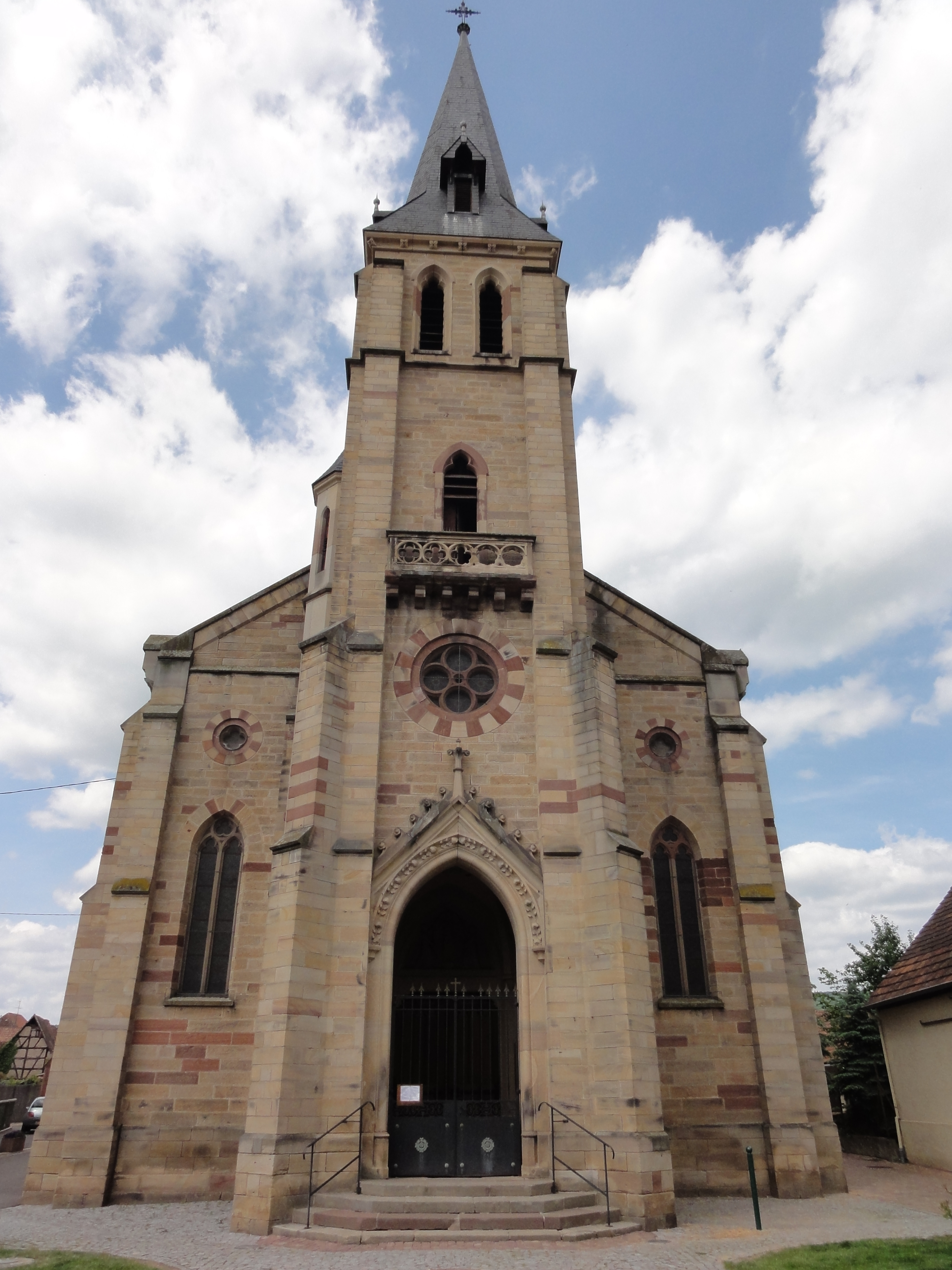
Église catholique Saint-Martin.

### Patrimoine civil
- Château, actuellement ferme[56].
- Anciennes fortifications de la ville (XIVe siècle-XVIe siècle)[57],[58].
- Mairie[59].
- Ancienne Poste de Westhoffen[60].
- Pressoir de la mairie.
- Fontaine près de la mairie[61],[62].
- Tour du Staedtel[63].

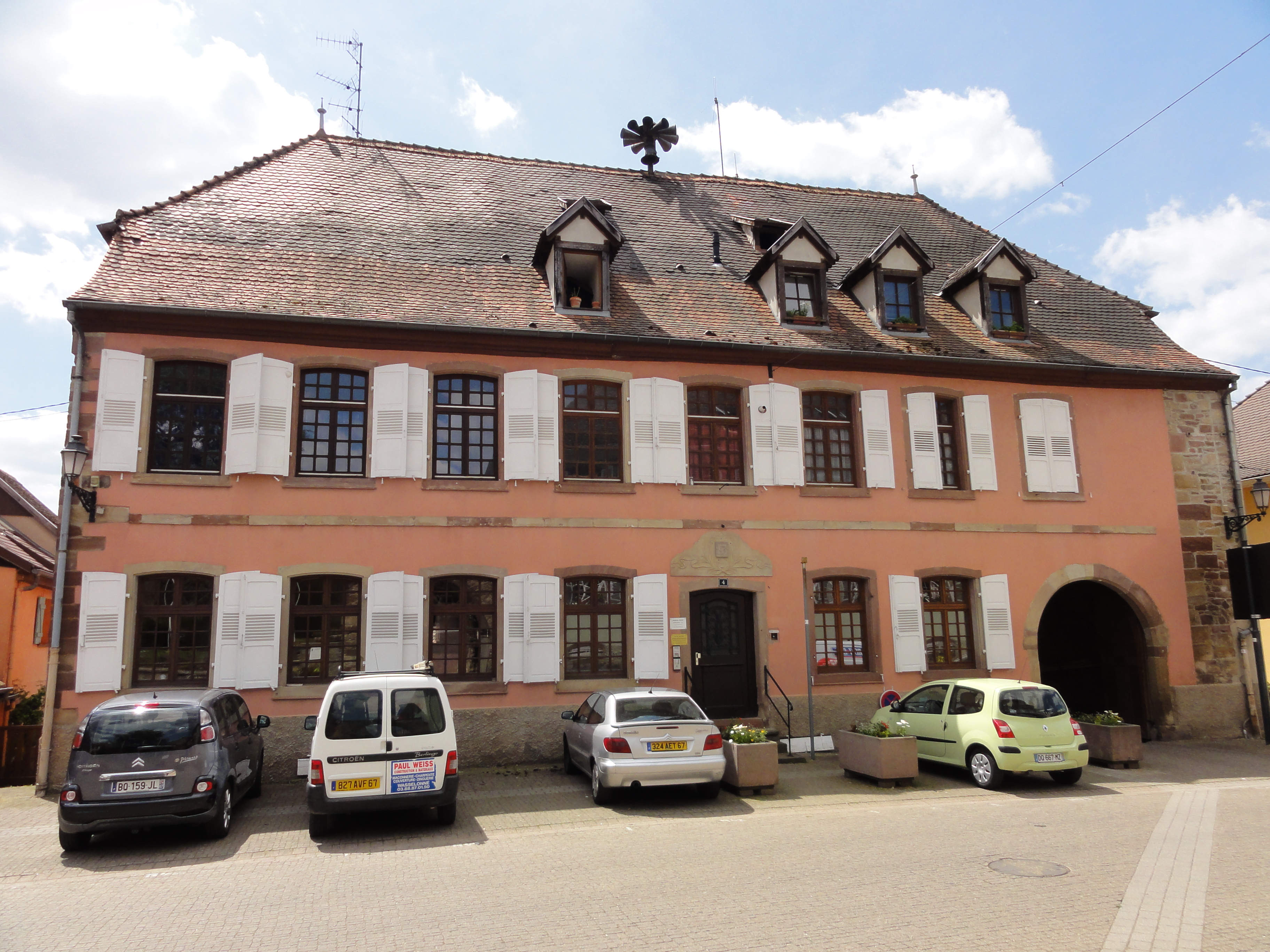
Ancienne cour administrative du comté de Hanau-Lichtenberg (1752).
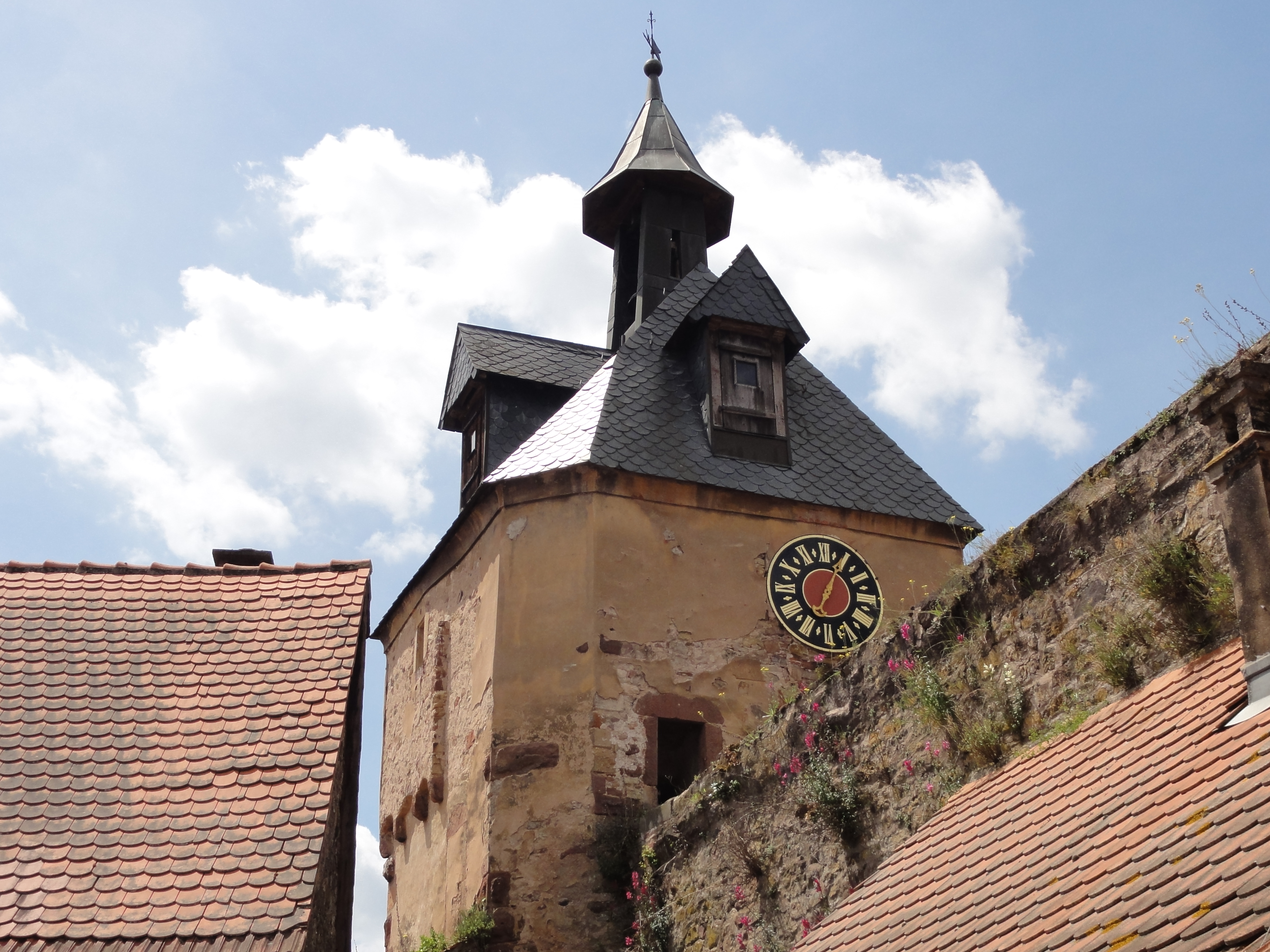
Staedtelglöckelturm (toit XVIIIe)[64].
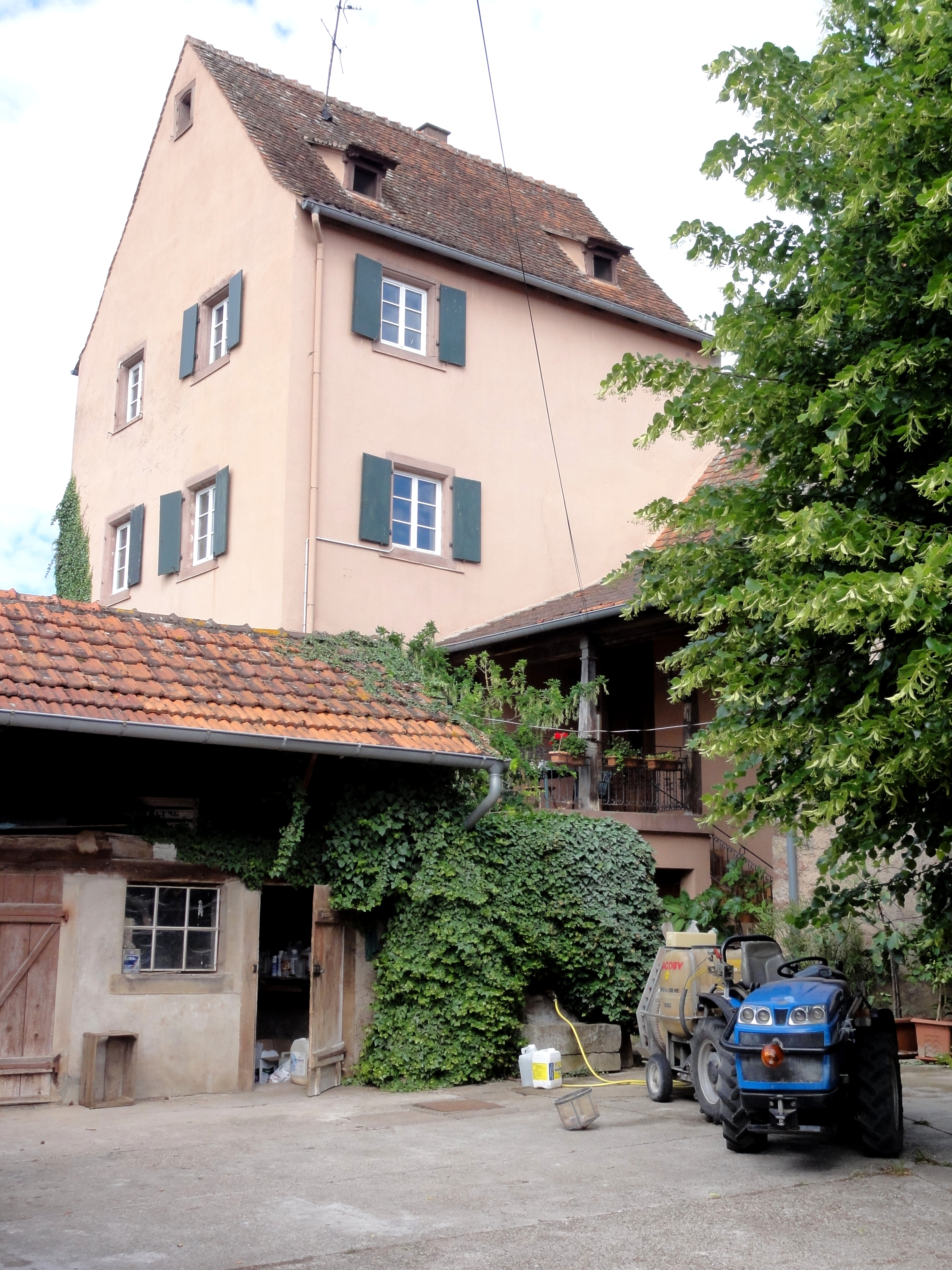
Ancien château (XVe, XVIe-XIXe), actuellement ferme, 6 place de l'Église.
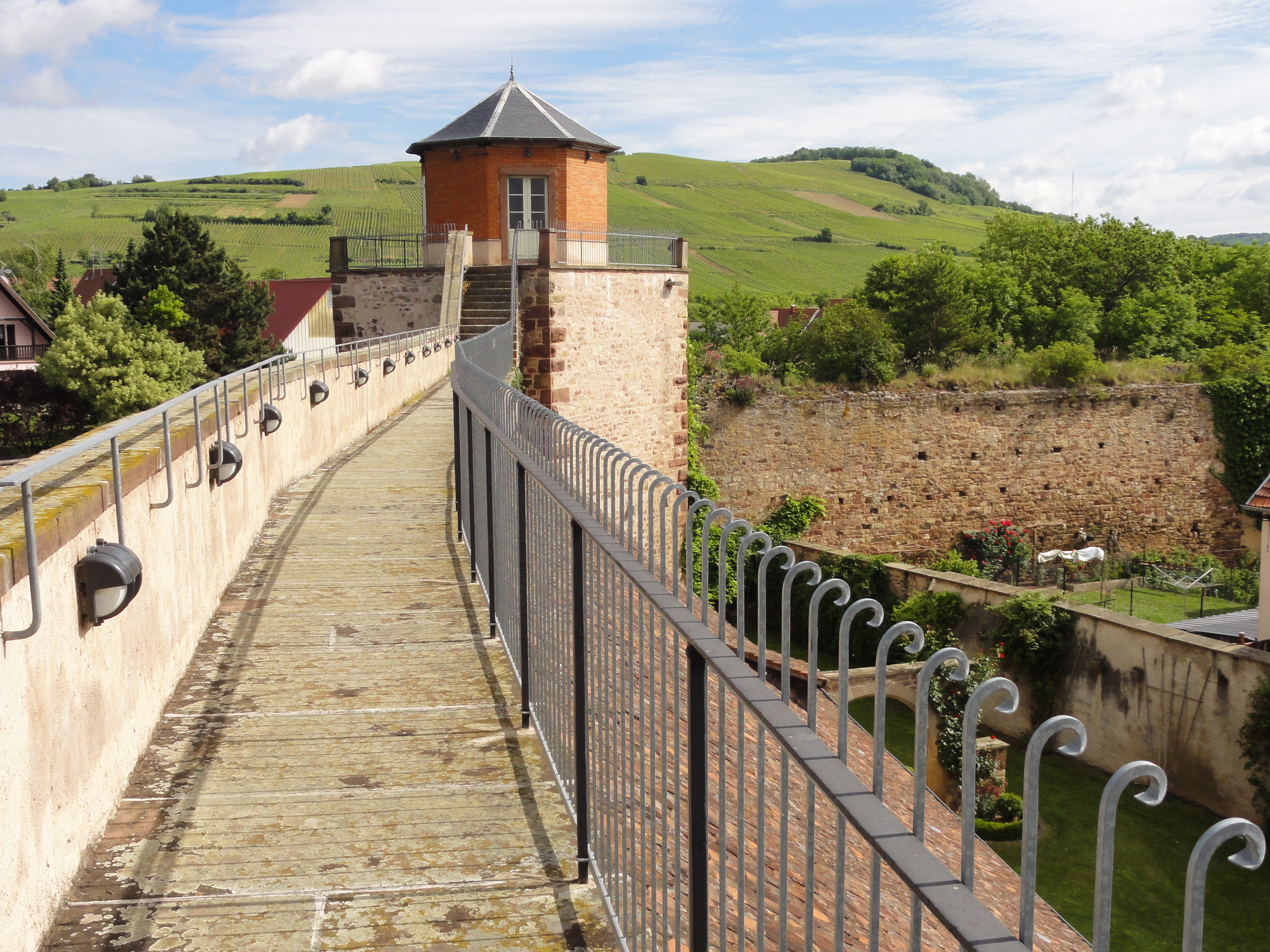
Chemin de ronde (XVe).
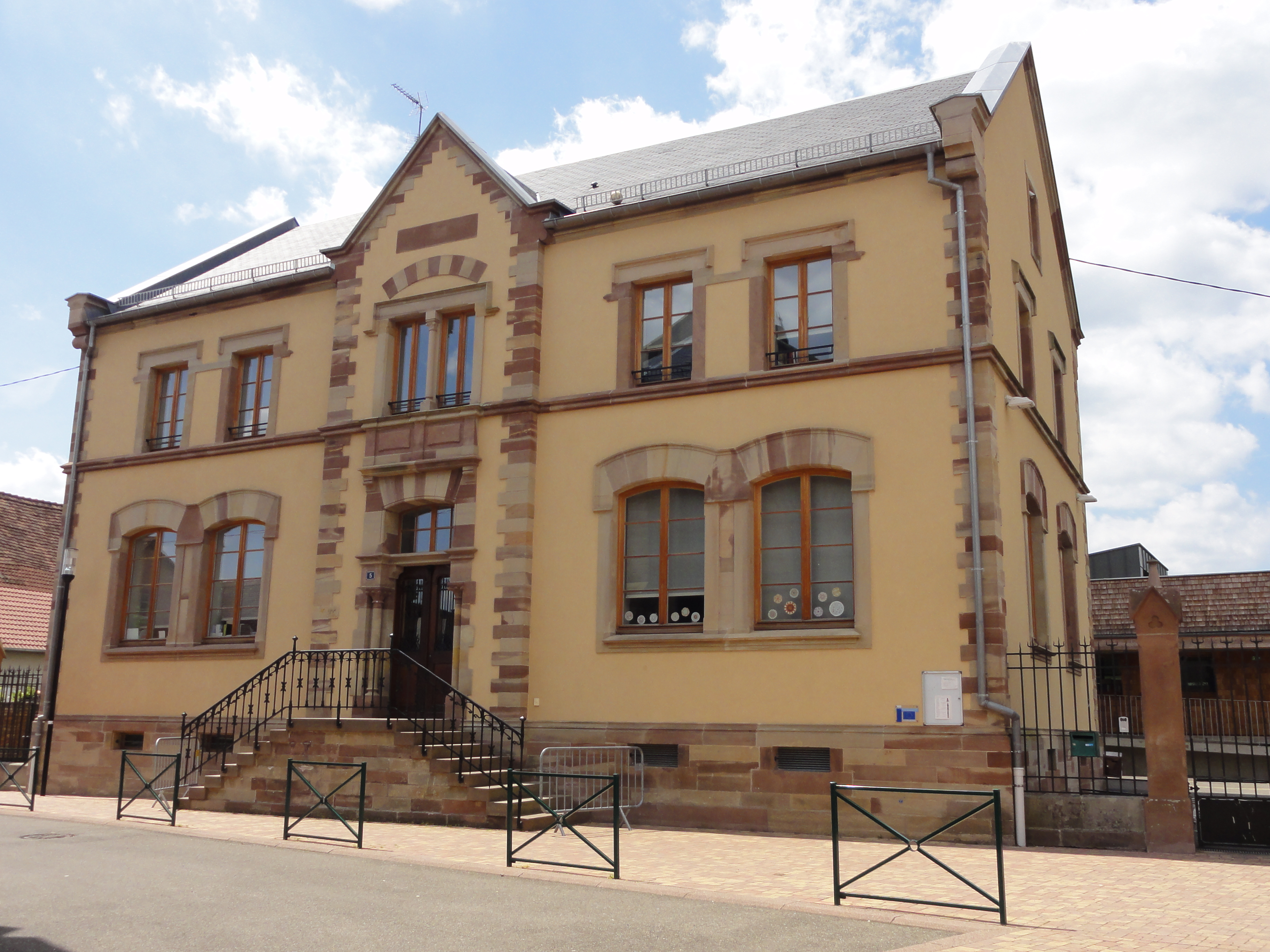
École catholique (1875), 5 allée des Tilleuls.
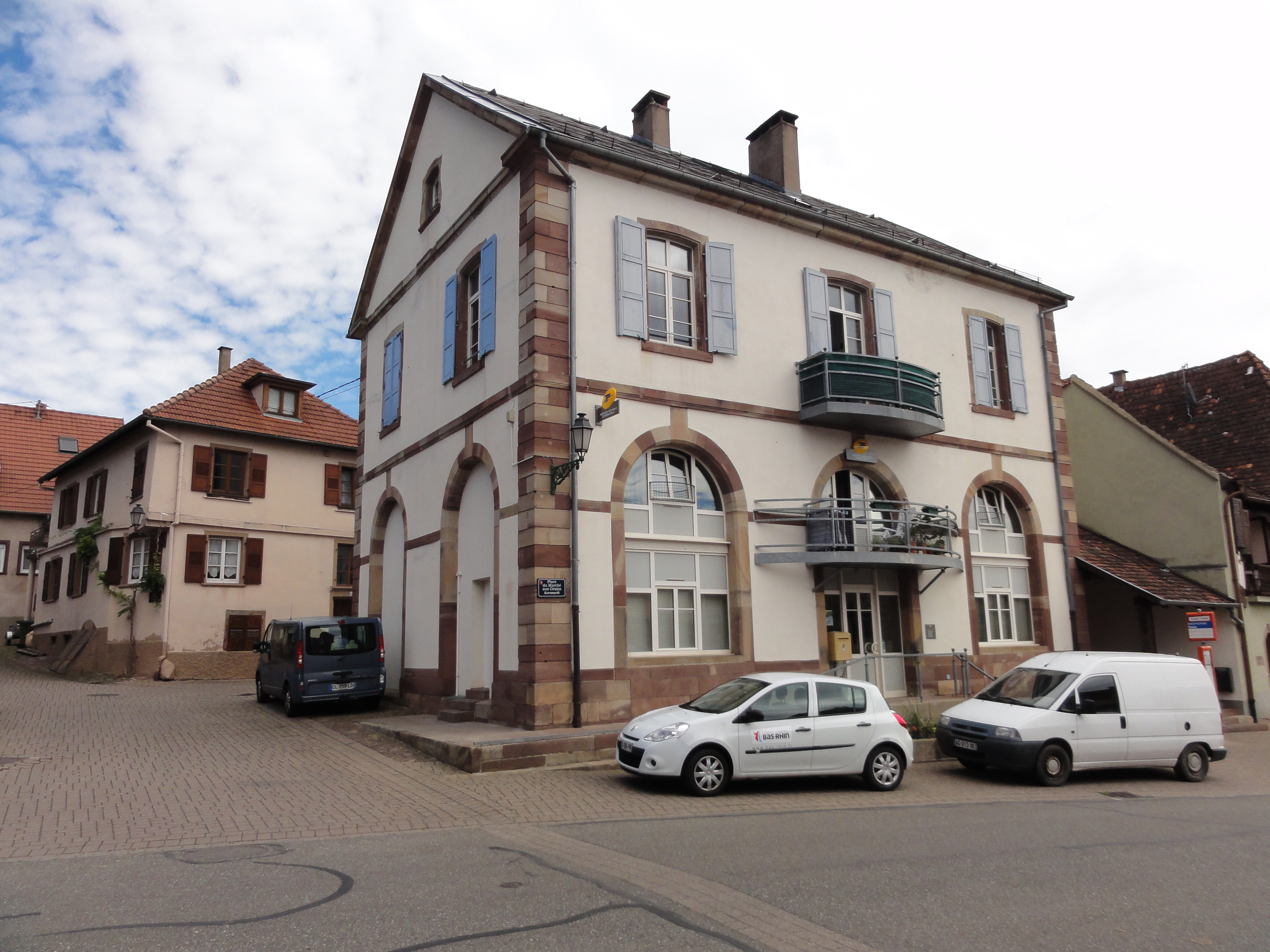
Poste (1861), 6 place du Marché-aux-Grains.
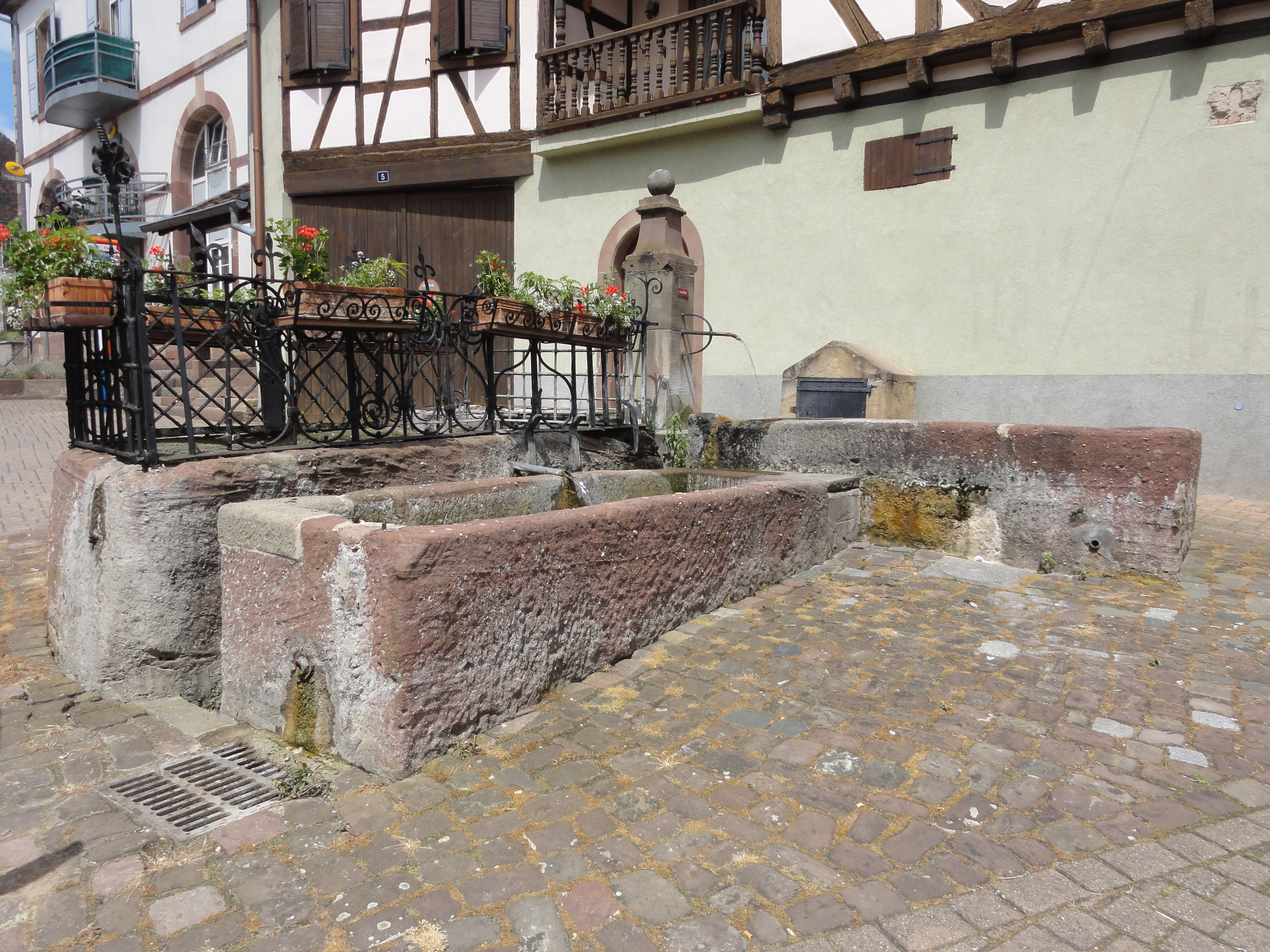
Fontaine (XVIIe), rue Staedtel.
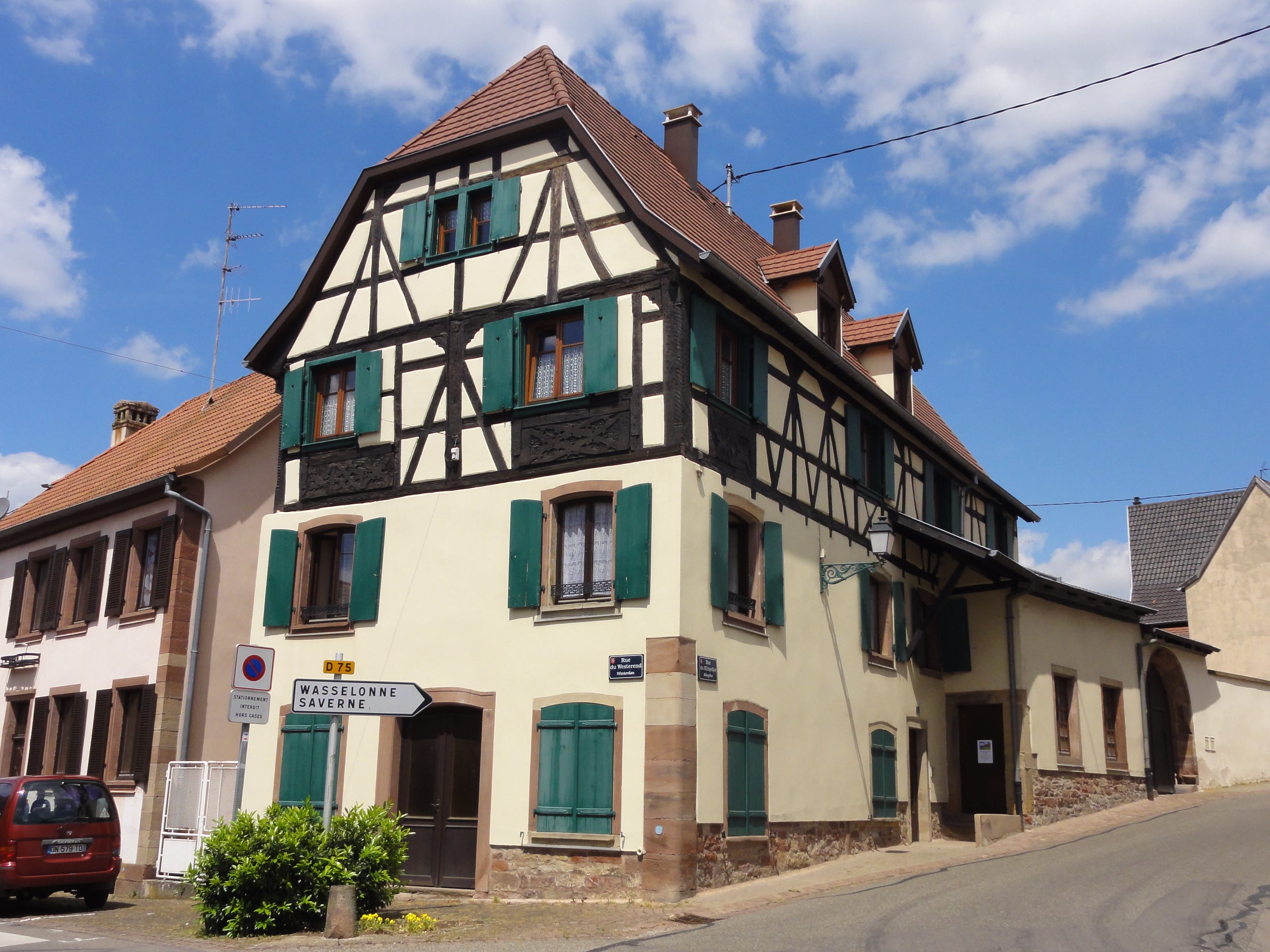
Maison (XVIe), 1-3 rue du Klingeltor.
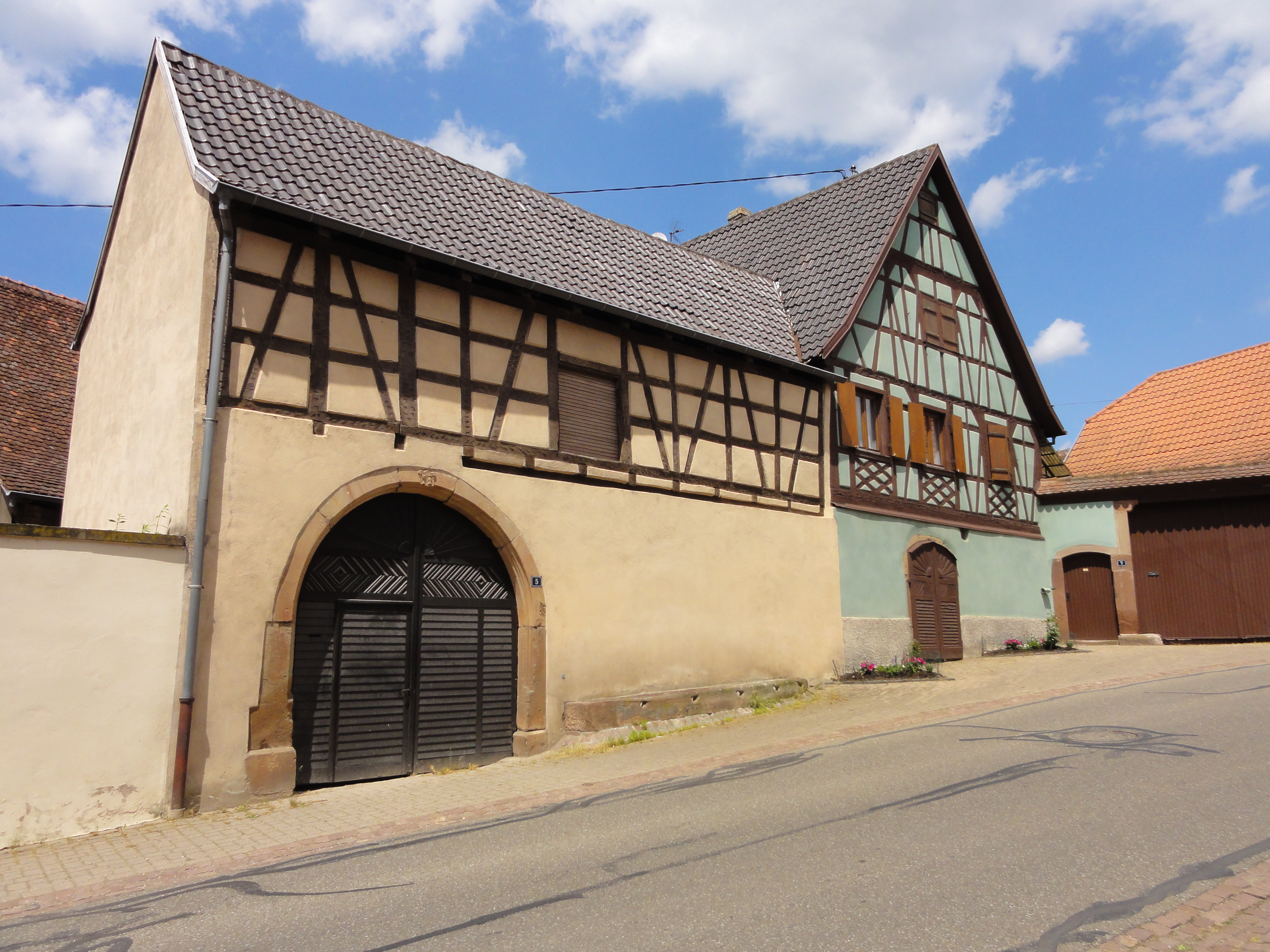
Ferme (XVIe-XVIIe), 5 rue du Klingeltor.
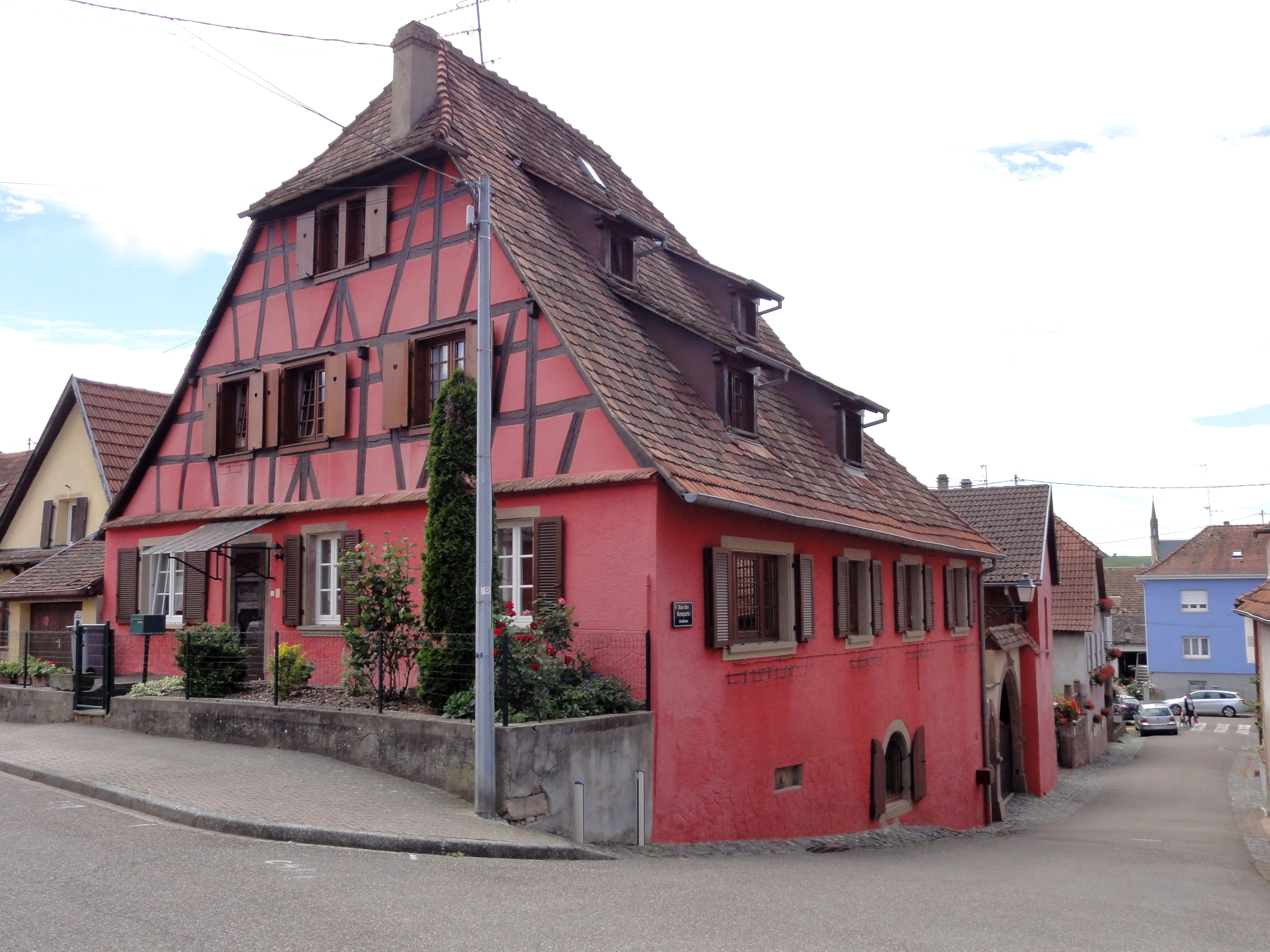
Maison (XVIIe), 1 rue des Remparts.
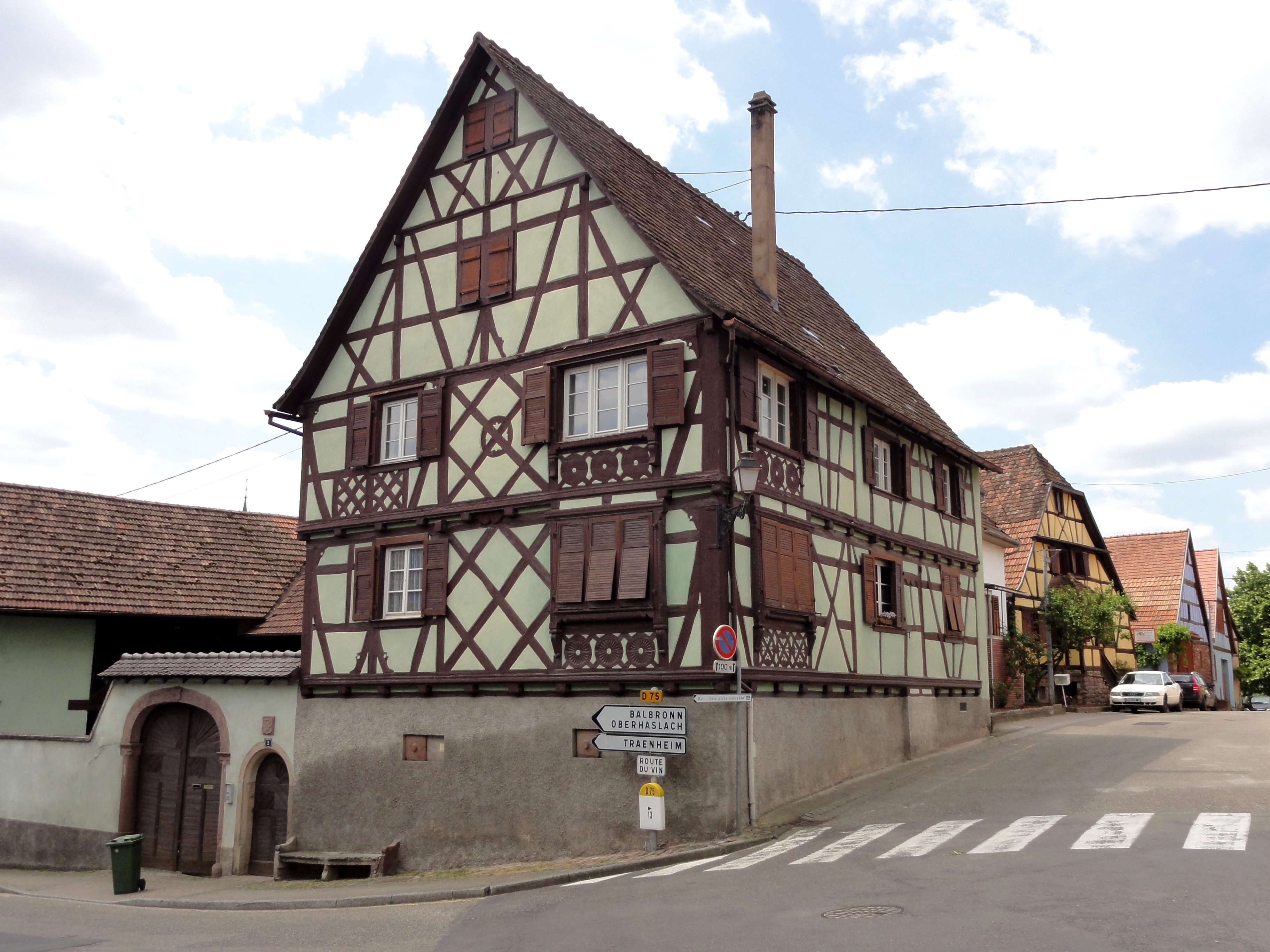
Maison dite maison Hoffmann (XVIIe-XVIIIe), 2 rue Birris.
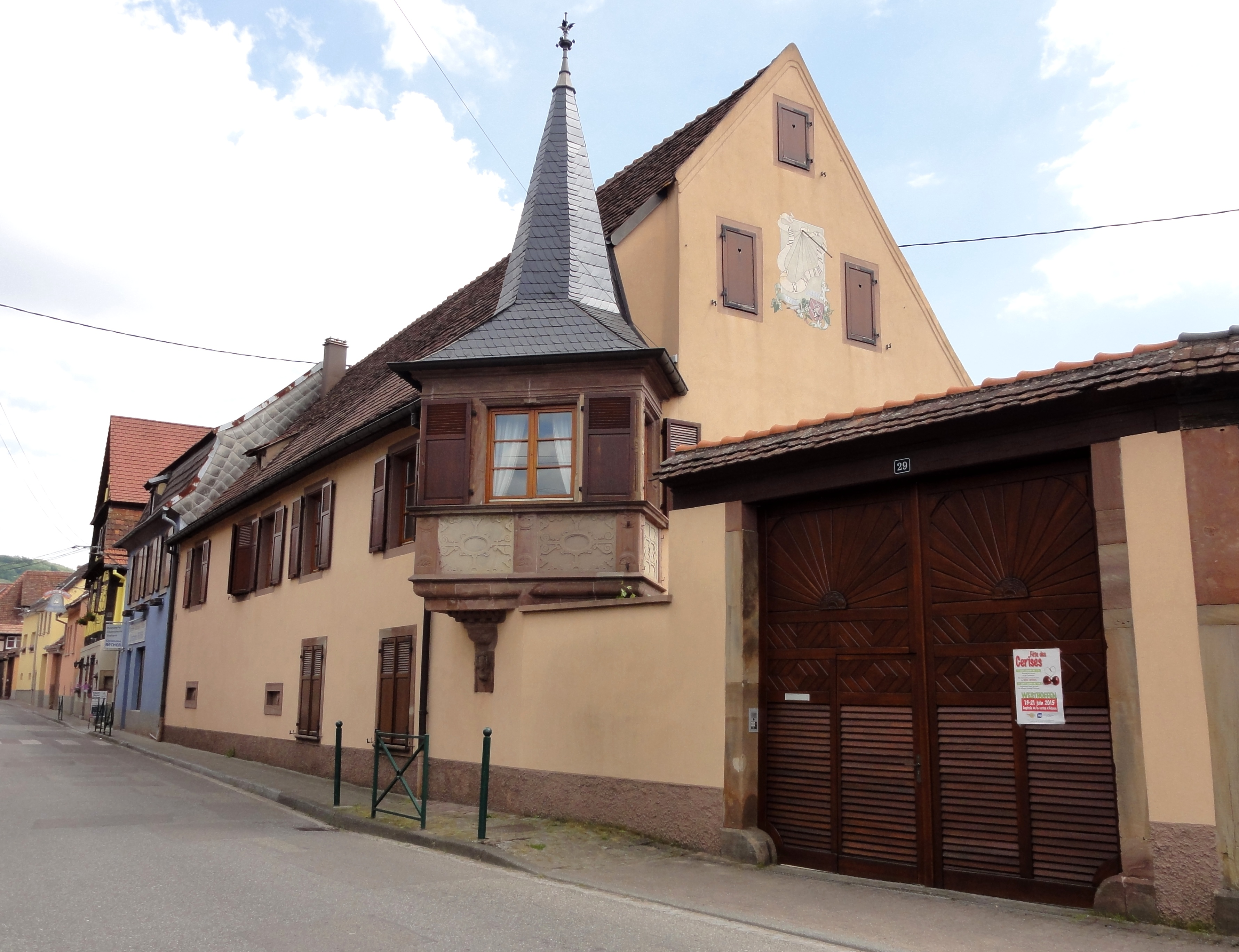
Maison dite maison Bury (vers 1680), 29 rue Birris/Burysgass.
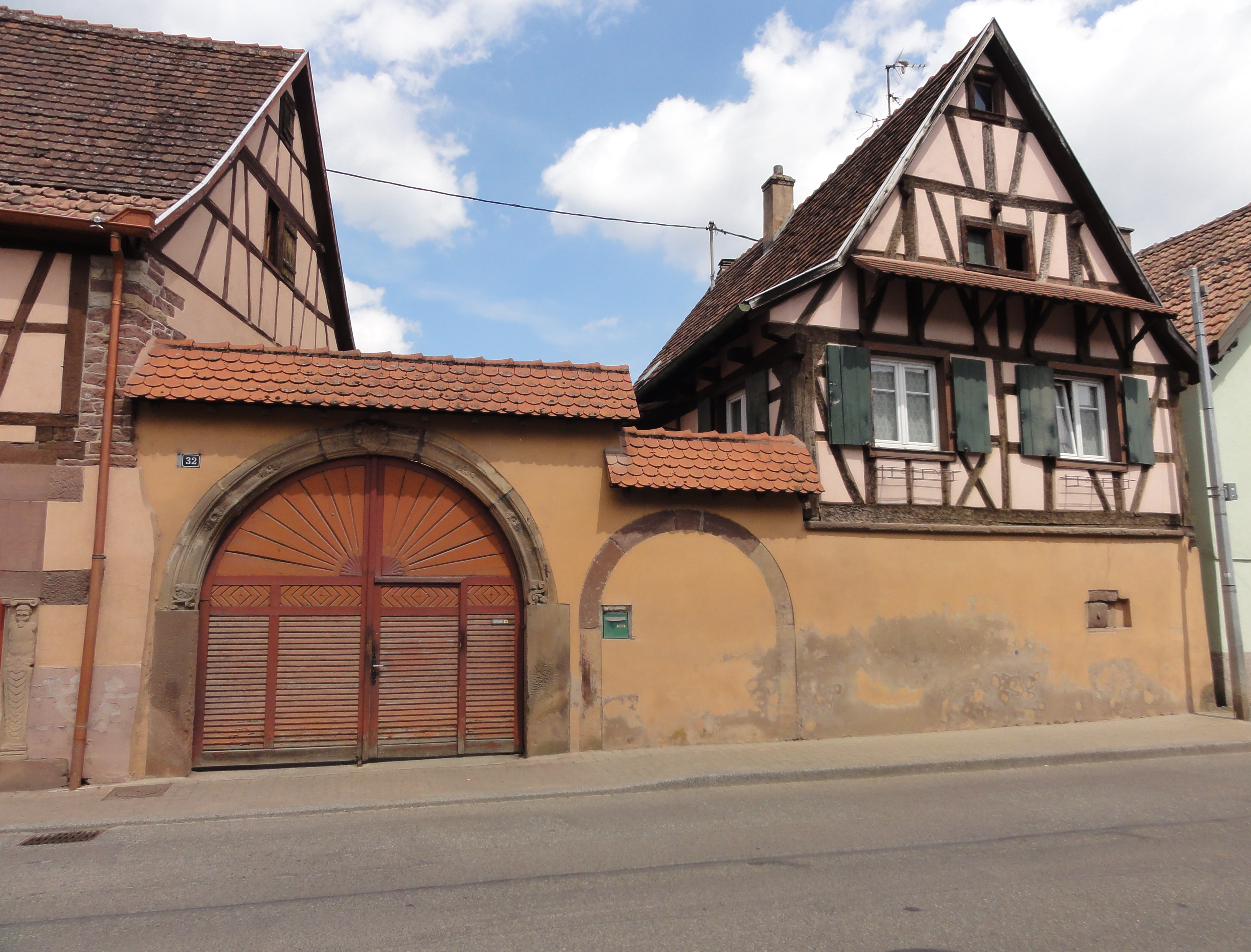
Ancienne ferme (XVIIe-XIXe), 32 rue Birris.
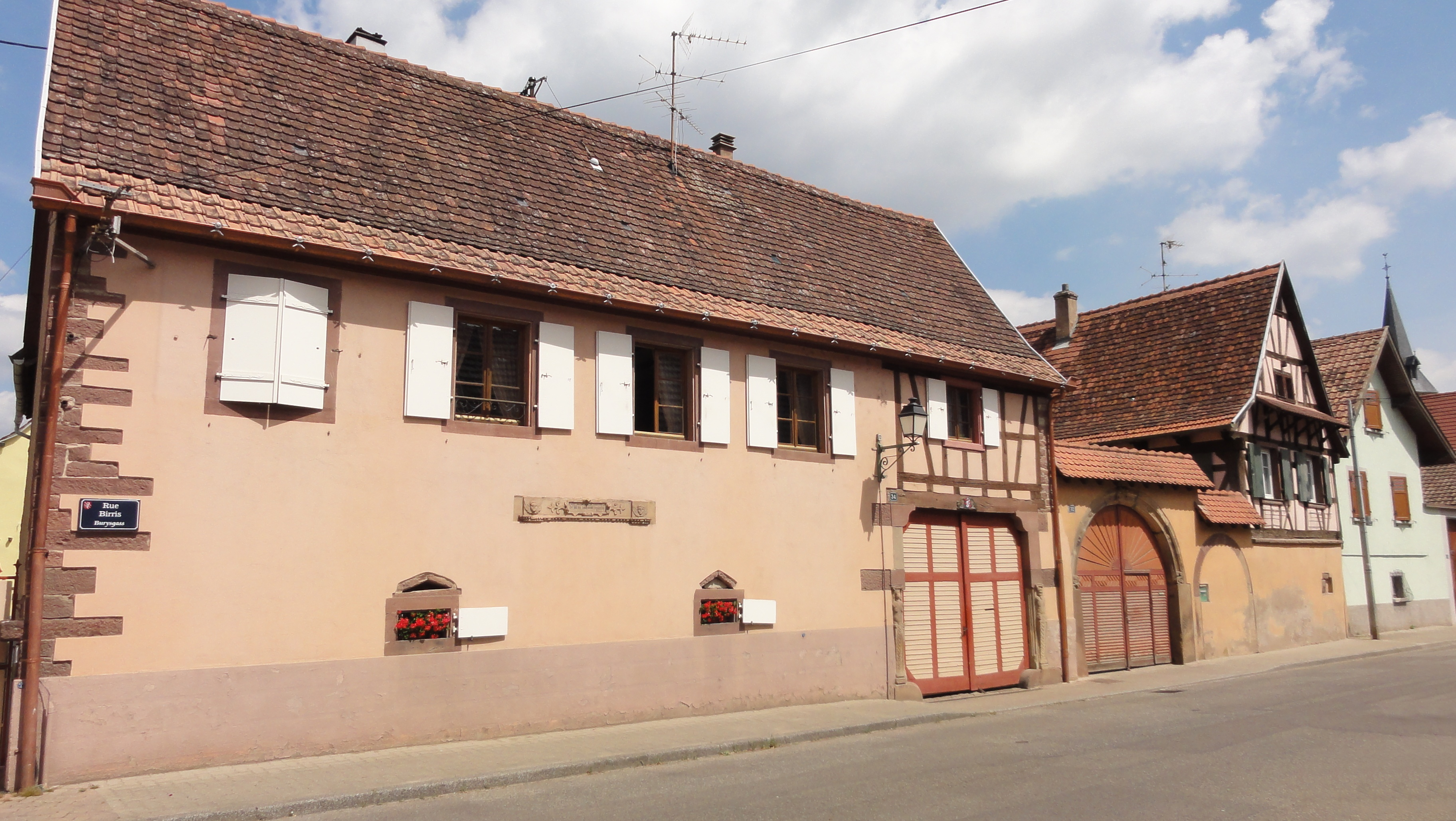
Maison (XVIIe), 34 rue Birris.
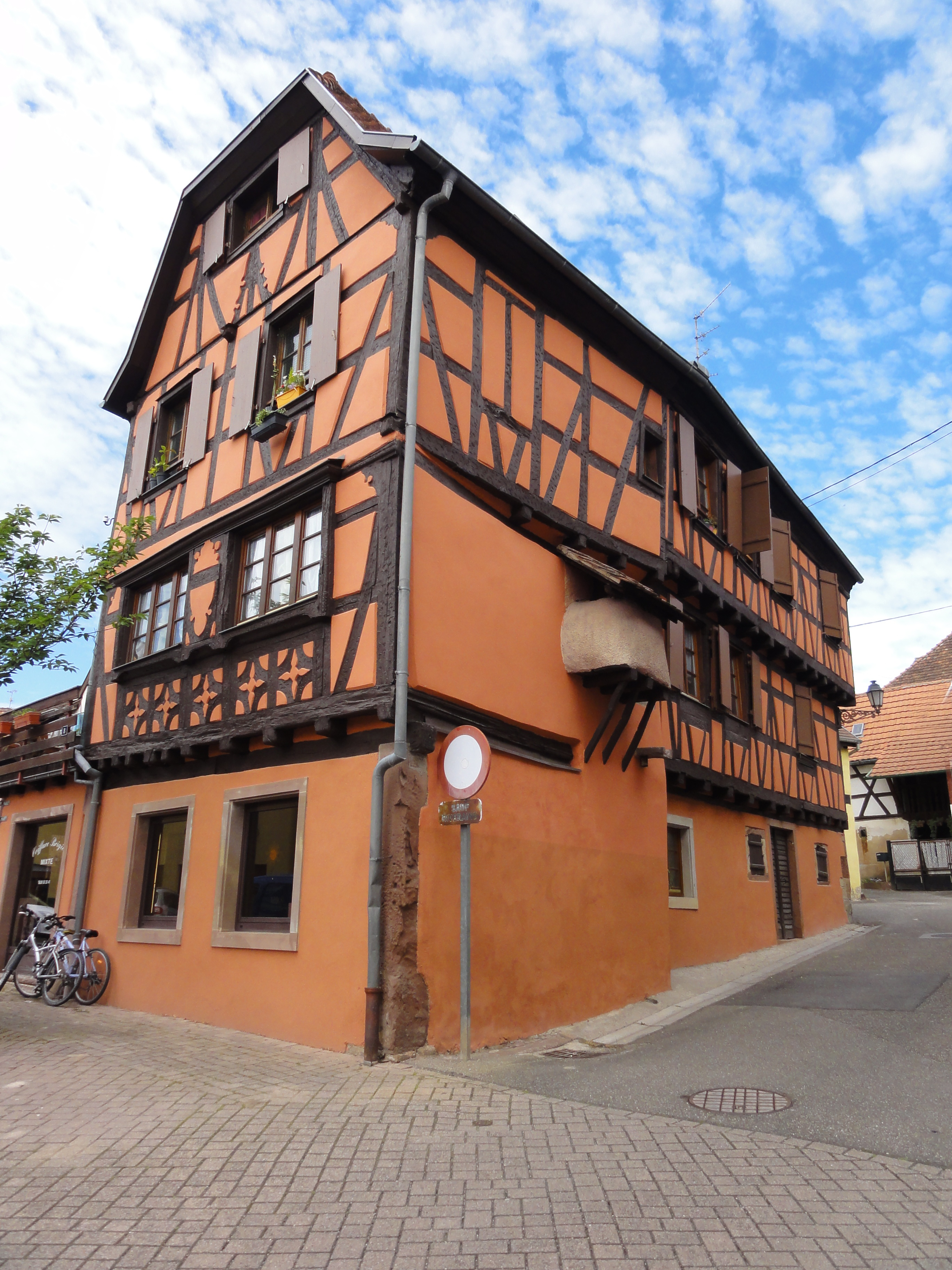
Maison (XVIe), 8 place du Marché-aux-Grains.
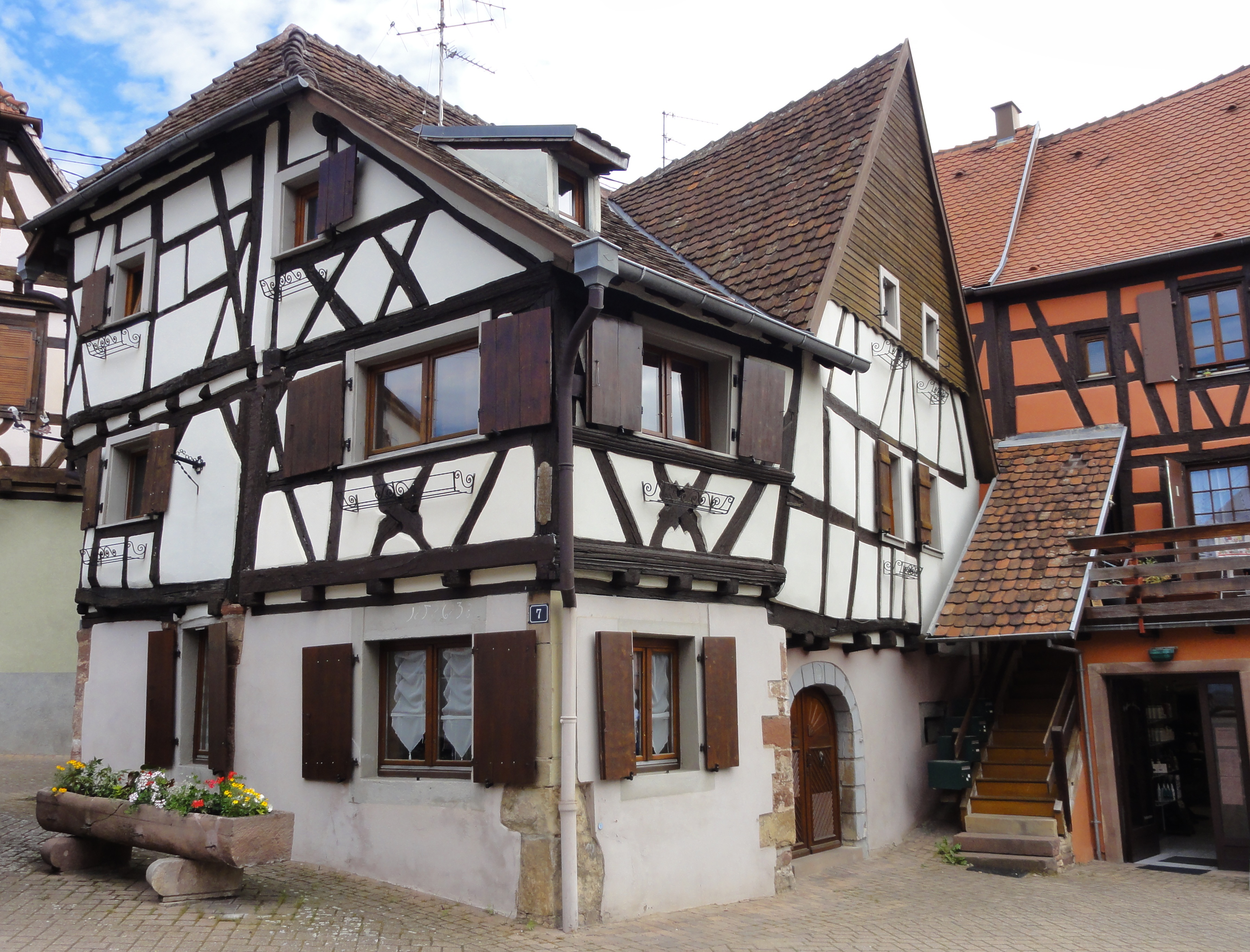
Maison (XVIe-XVIIIe), 7 place du Marché-aux-Grains.

## Événements et fêtes à Westhoffen
- Le 1er ou le 2e dimanche de novembre : messti du village.
- Le 15 ou le 16 juin : fête traditionnelle de la cerise.

## Personnalités liées à la commune
- Marc Amand Élisée Scherb, général de brigade, né le 25 avril 1747 à Westhoffen et mort le 2 juillet 1838.
- Ignace Léopold Élisée Scherb, colonel de cuirassiers, né le 10 mars 1776 et mort le 24 mai 1842 à Neuwiller-lès-Saverne, neveu de Marc Amand Élisée Scherb.
- Simon Debré, grand rabbin né le 23 janvier 1854 à Westhoffen et mort le 15 mars 1939 à Paris est :
  - le père de Robert Debré ;
  - le grand-père de l'ancien Premier ministre Michel Debré ;
  - l'arrière-grand-père de l'ancien président de l'assemblée nationale et du conseil constitutionnel, Jean-Louis Debré ;
  - le grand-père de Laurent Schwartz.
- Léon Blum, dont le père, Abraham Blum, est né à Westhoffen le 22 juillet 1831.
- Ernest Gugenheim, né le 22 janvier 1916 à Westhoffen et mort le 22 mars 1977 à Paris, grand-rabbin, professeur puis directeur au Séminaire Israélite de France est :
  - le père du rabbin Michel Gugenheim ;
  - le mari de Claude-Annie Gugenheim.